# 프리덤 건담
프리덤 건담(영어: Freedom Gundam, 일본어: フリーダムガンダム)은 TV 애니메이션 《기동전사 건담 SEED》 시리즈에 등장하는 모빌 슈트(MS)로 분류되는 가공의 유인 조종식 인간형 로봇 병기이며, 프로그램 후반부터 등장하는 새로운 주역기이다. 프로덕션 코드는 "프리덤", 형식번호는 "ZGMF-X10A"로 설정되어 있다.
"건담"이란 단어는 배크로님으로 설정되어 있으며, 〈로봇혼 SIDE MS 프리덤 건담〉의 특제 마킹 씰 및 소책자에 부속된 "자프트에서 롤아웃 직후"를 상정한 "자프트 사양 타입"의 마킹 씰에서는 "ZGMF-X10A FREEDOM Generation : Unsubdued Nuclear Drive / Assault Module Complex" 및 "ZGMF-X10A FREEDOM G.U.N.D.A.M Complex"로 표기되어 있다. 미디어나 관련 상품에서는 "프리덤 건담"이라고 호칭되지만, 《기동전사 건담 SEED》 시리즈 작품 내에서는 다른 건담 타입의 모빌 슈트와 마찬가지로 "건담"을 생략하고 "프리덤"이라고 호칭된다.
본 문서에서는 《기동전사 건담 SEED》의 후속편인 《기동전사 건담 SEED DESTINY》에 등장하는 프리덤 건담의 후계기인 스트라이크 프리덤 건담에 대해서도 설명한다.

## 개요
프리덤 건담의 메카닉 디자인은 오오카와라 쿠니오가 담당하였다. 감독인 후쿠다 미츠오가 제출한 디자인 컨셉은 "스트라이크 건담이 무장을 교환함에 따라 구분되는 '에일 스트라이커', '소드 스트라이커', '런처 스트라이커'의 3가지 장비를 하나의 모빌 슈트에 탑재하고, 각 무장이 기능할 때 실루엣의 형상이 변한다"는 것이었다. 이미지가 명확했기 때문에 메카닉 디자이너인 오오카와라 쿠니오에게 전달된 발주 메모(이 시점에서는 하늘을 날 수 없다는 설정이었다)와 결정 원고의 개요는 그다지 차이가 없지만, 후쿠다 미츠오의 요구 사항을 들은 오오카와라 쿠니오는 "그러면 모빌 슈트의 모습이 나빠집니다"라고 조언했다고 한다. 이 후에 디자인 수정이 반복되면서 소드 스트라이커의 요소는 자취를 감추게 되었고, 양쪽 허리에 레일건이 장착되는 것으로 디자인이 변경되었다. 이 레일건에 설정된 "사이드 아머의 변형 기능"과 등쪽 날개에 적용된 "가장 단순한 방법으로 화려하게 전개된다"라는 디자인은 오오카와라 쿠니오의 아이디어이며, 가장 신경을 쓴 부분이라고 한다. 날개의 디자인은 오오카와라 쿠니오가 《기동전사 건담 SEED》 이전에 참여한 게임용 캐릭터 디자인을 힌트로 해서, 종이로 만든 입체 시제품을 이용해서 날개의 구조를 검증했다고 한다.
오오카와라 쿠니오는 자신이 용자 시리즈의 디자인에 참여하고 있던 점을 들면서, 애니메이션 쪽에서 메카닉의 매력을 잘 이끌어내는 연출이 이루어졌다고 평가하고 있다.
명명
아군 모빌 슈트의 명칭은 감독인 후쿠다 미츠오가 결정했는데, 초기 단계에서는 "파이어 건담"이라는 명칭도 고려되었지만, 각본가인 요시노 히로유키가 "감독님, 거기에는 좀 더 중2병적인 멋진 이름으로 합시다"라고 의견을 냈다고 한다.
후쿠다 미츠오는 당초에 《기동전사 건담》의 자료를 훑어 볼 때에 《기동전사 건담 SEED》의 후반 주역기로 처음에 생각하고 있던 명칭이 "프리덤 파이터"였기 때문에 당시 "10호"라고 가칭되던 후반 주역 모빌 슈트의 명칭에 "프리덤"을 사용하게 되었다고 밝혔다. 감독의 생각으로는 전쟁이나 무기에 대해 상당한 아이러니를 담은 명명이었지만, 시나리오 회의에서는 "어조가 나쁘다"는 이유로 전원이 반대한 것으로 알려져 있다. 그렇지만 후쿠다 미츠오는 전원이 반대하기 때문에 이 단어를 명칭에 사용한다고 결정했다.
설정상에서는 "프리덤"이라고 명명한 것은 패트릭 자라로 되어 있지만, 요시노 히로유키와 특수 설정을 담당한 모리타 시게루는 "모빌 슈트 개발 현장에서는 다른 호칭으로 불리고 있던 것은 아닌가"라고 이에 대해 생각하고 있었다고 한다.
하이맷 풀 버스트 모드
당초에 프리덤 건담에는 풀 버스트 모드와 하이맷 모드의 2가지 그림 원고가 존재했지만, 애니메이션 작품에서는 두 가지 형태를 병용한 작화가 사용되었다. 이 형태는 방송 당시에 발매된 관련 상품에서는 재현할 수 없었고, 2004년에 발매된 〈1/100 MG 프리덤 건담〉에서 최초로 재현할 수 있게 되었다. 또한, 모형 서적 등에서는 이 형태를 "하이맷 풀 버스트"라고 부르는데, 건담 프라모델 키트의 설명서 등에서는 "풀 버스트 모드"라고 부르기도 한다.

## 설정 해설
지구연합으로부터 탈취한 초기 GAT-X 시리즈의 데이터를 기반으로 개발한 자프트의 핵기동 모빌 슈트(MS)이다. 패트릭 자라의 칙명 하에 극비리에 개발 계획이 진행되어 저스티스 건담과 함께 C.E. 71년 4월 1일에 롤아웃되었다. 같은 날, 플랜트 최고평의회 의장에 취임한 패트릭 자라에 의해 "내추럴에게 '정의'의 철퇴를 내리고, 코디네이터의 진정한 '자유'를 쟁취한다"는 기치를 내거는 의미로 "자유(프리덤)"라는 이름을 부여받았다.
G 병기를 탈취한 자프트는 지구연합군과의 대 모빌 슈트 전투를 상정해서 프리덤 건담을 고사양의 기체로 완성시켰다. 자프트 통합 설계국을 형성하는 3개의 주요 모빌 슈트 설계국(하인리히 설계국, 아시모프 설계국, 클라크 설계국)들이 공동으로 개발에 착수하여, "ZGMF-600 게이츠"를 베이스로 하면서 자프트의 기술에 G 병기로부터 입수한 신기술(주로 고출력 제너레이터, 빔 무기, 페이즈 시프트 장갑 등)도 도입해 개발이 이루어졌다. 게이츠는 설계 단계에서는 상당한 고성능 기체였지만, 양산 단계에서의 문제로 어쩔 수 없이 기능을 생략한 부분이 많은 모빌 슈트였다. 이에 따라 저스티스 건담과 함께 원 오프 타입의 결전형 모빌 슈트로 계획됐던 프리덤 건담은 기술자가 원하는 모습대로 구현되었다. 프리덤 건담의 높은 성능은 자프트의 최신 기술과 G 병기의 기술이 서로 융합되어 실현되었다. 프리덤 건담은 GAT-X105 스트라이크 건담의 영향도 받았으며, 3종류의 스트라이커 팩의 교환을 통해 여러 가지 기능을 실현한 스트라이크 건담과 비교해, 단독으로 스트라이크 건담 이상의 성능을 발휘할 수 있게 제작되었다. 또한, 프리덤 건담의 주요 임무는 플랜트 방위전에서 사용 및 적군에 대한 억지력이 주목적이 되고 있지만, 전용 모함인 이터널과의 연계를 통한 원정도 임무에 포함되어 있다.
전 영역의 전투 환경 하에서 단독으로 다수의 적기를 상대하는 것을 목적으로 하고 있으며, 단독으로 대기권 돌입시 고기동 비행 전투로의 전환을 가능하게 하는 높은 적응력과 범용성을 가지면서도 멀티 록온 시스템을 활용한 화력에 의해 다수의 적을 동시에 무력화시키는 것이 가능하다. 초고기동 모빌 슈트이며, 기존의 모빌 슈트와는 비교할 수 없는 큰 화력을 지니고 있다. 이 정도의 무장을 탑재한 모빌 슈트는 C.E. 전쟁사에서 이전에 없던 것으로 공격과 방어 양면에서 뛰어난 성능을 지니고 있으며, 단독으로 전투의 국면을 좌지우지 할 수 있는 위력을 지닌 당대 최강의 모빌 슈트라고 할 수 있다. 뛰어난 성능을 가지고 있는 까닭에 조종 난이도가 높고, 그 성능을 최대한 이끌어내려면 단독으로 다수의 적기를 상대할 경우에 전장 상황을 순식간에 파악, 판단해 복잡한 기동을 예측하는 고도의 공간인식 능력을 갖추면서 복잡한 시스템을 운용해 다룰 수 있어야 하므로, 코디네이터 중에서도 뛰어난 능력이 필요하다.
"내추럴을 배제한 순전히 코디네이터만의 세계 구축"이라는 패트릭 자라가 그리는 이상을 실현시키는 첨병이 될 프리덤 건담이었지만, 지구연합군 통합작전본부를 공격 목표로 한 "오퍼레이션 스핏브레이크"의 발동과 때를 같이 하여 라크스 클라인의 인도 하에 키라 야마토에게 탈취당하였다(본래의 탑승 예정자가 누구였는지는 확실치 않지만 특무부대원이자 자라파로 불리는 최고평의회 의원 넘버2였던 에자리아 쥴의 아들 이자크 쥴이였던 것은 아닐까라고 추측된다). 키라 야마토는 고성능이라 조종이 어렵다고 여겨지는 프리덤 건담을 자유자재로 조종하였으며, 고도의 상황인식 능력을 가지고 있는 키라 야마토는 교묘한 컨트롤을 통해 프리덤 건담이 지닌 무장들의 위력을 최대한 발휘하였다. 고성능 기체에 키라 야마토의 기량이 더해져 프리덤 건담의 전투 능력은 현격하게 높아지게 되었다.

### 기체 구조
G 병기로부터 얻은 기술을 바탕으로 설계된 프리덤 건담은 스트라이크 건담 등의 G 병기에 사용된 "X100계열 프레임"과 유사한 가동 범위를 가지고 있다. 전체적인 구조는 매우 심플하고 세련된 형상이며, 인간형 범용 병기인 모빌 슈트의 하나의 도달점이라고 할 수 있다.
머리
"G 병기 쇼크"로 강인한 인상을 받았기 때문인지 지금까지의 자프트제 모빌 슈트의 디자인을 벗어나 G 병기처럼 생긴 머리를 가지고 있다. 적기의 위치 및 전황을 정확하게 파악하기 위한 고성능 메인 카메라와 센서를 갖추고 있으며, 이를 통해 멀티 록온 시스템을 사용할 수 있다.
이마에는 "10호기"임을 나타내는 "DIECI"라는 이탈리아어 표기가 있다. 머리 양측면에 각 1개씩 "MMI-GAU2 피쿠스 76mm 근접 방어 기관포"를 갖추고 있으며, 탄창은 머리에 내장하고 있는 것으로 보인다.
몸통
가슴 상단에 콕피트 해치를 갖춘 구조 등에서 저스티스 건담과의 공통점이 있지만, 전체적으로는 프리덤 건담만의 전용 설계이다. 공기 흡입구 덕트 상부에는 듀얼 센서를 갖추고 있다.
핵엔진은 복부에 내장되어 있고 N 재머 캔슬러를 허리 부분에 설치함으로써, N 재머 캔슬러의 효과 범위 내에 동력로가 위치하고 있다.
허리 좌우를 보호하는 장갑은 "웨스트 가드/크시피어스 바인더"라 불리는 부위로, 좌우 각각 1기씩 "MMI-M15 크시피어스 레일포"를 장비하고 있다. 이 부위의 윗 부분에는 좌우로 총 2개의 "MA-M01 라케르타 빔 사벨"을 장비하고 있으며, 매니퓰레이터의 위치가 가깝기 때문에 원활한 사용이 가능하다.
허리 뒷면을 보호하는 장갑에는 허리 부위 라이플 마운트 래치가 구비되어 있으며, 이 부분에 "MA-M20 루프스 빔 라이플"을 부착해 휴대할 수도 있다.
콕피트
저스티스 건담이나 프리덤 건담 등이 속한 "ZGMF-X 시리즈" 공통의 콕피트로, 그 구조는 기존의 자프트제 모빌 슈트와는 다른 점이 눈에 띄며 G 병기의 영향을 받은 것을 엿볼 수 있다.
많은 새로운 기능을 갖춘 조종 계통은 복잡해졌고, 코디네이터라도 특별한 센스를 지닌 뛰어난 파일럿이 아니면 조종이 어렵고 기체의 성능을 제대로 발휘할 수 없다고 한다.
메인 모니터
하늘 전체를 비추는 주변 모니터를 갖추고 있어서 보면서 인식하기에 좋다. 그 형상은 콕피트 시트를 감싸고 있는 둥근 외피 형상이며, 공격시나 고속 기동 중에 충격을 완화하는 역할도 담당하고 있다.
콕피트 시트
기체의 기울기와 연동해서 경사가 생기는 기구를 갖추고 있다.
키보드
키보드를 이용하여 전황이나 파일럿의 기호에 따라 세세한 OS 조정을 하는 것이 가능하다.
메인 패널
프리덤 건담에는 게이츠 改가 갖추고 있던 화기 관제 시스템인 "NWQ403-E"를 보다 개량한 프로그램이 구현되어 있으며, 다수의 화기를 연계하여 다루면서 10개의 표적을 동시에 정확히 포착할 수 있는 단일 모빌 슈트로서 과잉이라고도 할 수 있는 능력을 가진 "멀티 록온 시스템"이 탑재되어 있다. 멀티 록온 시스템의 탑재에 수반해 메인 패널의 중앙에는 주변의 모든 상황을 비추고 적기의 위치를 파악하기 위한 입체형 표시 패널이 설치되어 있다. 이를 통해 전황을 보다 정확하게 파악하고 기체의 전투 능력을 최대한 발휘할 수 있도록 되어 있지만, 멀티 록온 시스템의 진가를 이끌어내기 위해서는 파일럿의 기량이 크게 작용하므로, 코디네이터 중에서도 특히 반응 속도가 뛰어나야 한다.
핵엔진
"자유"와 "정의"라는 이름에 걸맞는 절대적인 힘을 필요로 한 "프리덤 건담"과 "저스티스 건담"에는 동력원으로 핵엔진이 탑재되어 있다. 핵엔진은 N 재머 캔슬러에 의해 작동이 보장되며, MHD 발전을 통해 전력을 공급하는 소형의 고출력 원자력 발전 기관이다.
탄약 및 추진제 등의 내장량에는 한계가 있지만, 핵엔진의 탑재로 전력 공급에 제한이 사라지면서 기체의 가동 시간이 거의 무제한이 되었으며, 무장의 대폭적인 출력 향상과 페이즈 시프트 장갑의 상시 전개에 의한 철벽 방어도 실현되었다.
N 재머 캔슬러 및 핵엔진의 탑재에 따라, 이들을 풀 스펙으로 가동시키기 위한 신형 OS도 탑재되어 있다. 프리덤 건담과 저스티스 건담은 핵엔진을 탑재하여 사용 가능하게 된 신기술의 시험운용기로서의 측면도 가지고 있으며, 여기서 축적된 기술들은 이후에 개발된 모빌 슈트들에 피드백되어, 그 성능을 비약적으로 향상시키게 되었다. 그러므로 프리덤 건담과 저스티스 건담은 시대의 최첨단 기술들이 집약된 기동병기라고 할 수 있다.
메인 부스터
뒷면에 장착된 추진기관이다. 최대 추력 527,000 kg을 자랑하는 분사 노즐 2기를 갖추고 있으며, 이 장치가 만들어내는 추력만으로도 지구 중력권 하에서 자유 자재로 날아다닐 수 있는 능력을 갖출 수 있다.
능동성 공력 탄성 날개
내장된 소형 스러스터들의 추력과 컴퓨터 제어에 의해 모양과 각도를 변화시키는 좌우 5쌍의 날개의 광역 가동에 의해 자세를 제어하는 등쪽의 복합 가변 날개이다. 대기권 내에서는 공기역학적인 제어를 실시하고, 우주 공간에서는 중심 제어에 이용함으로써 항공기 이상의 높은 급선회, 급제동 능력을 발휘하는 것이 가능하다. 또한, "M100 발라에나 플라즈마 수속 빔 포"를 양 날개에 각 1기씩 끼워 넣는 형태로 보유하고 있으며, 길고 큰 포신의 영향에 의한 기체 밸런스의 악화를 억제하는 "발라에나 바인더"로서의 역할도 담당하고 있다. 가동 범위가 넓은 조인트 암에 의해 뒷부분에 연결되어 있어 날개의 위치를 치밀하게 조정하는 것이 가능하다.
방열용 "라디에이터 핀"으로서의 기능도 가지고 있으며, 날개의 내부에는 온도 안정의 기능을 갖게 하고 날개의 표면에는 배열용의 특수 가공을 실시함으로써 우주 공간에서의 극심한 온도 변화에 대응하고 있다. 또한, 발라에나 플라즈마 수속 빔 포의 사격시 발생하는 열을 날개로 우회시켜 열 배출 효율을 향상시키고, 플라즈마 수속시 남은 전력을 입자화시켜 외부로 방출하는 기능을 가지고 있다. 프리덤 건담의 기체 성능은 다른 모빌 슈트에서는 볼 수 없는 크고 복잡한 구조의 날개에 의해 유지되고 있다고 해도 과언이 아니다.
팔
팔꿈치 부분에 슬라이드식 분할 장갑을 갖추고 방탄 성능을 향상시키는 등, X100계열 프레임에는 없는 독자적인 개선이 이루어졌다. 매니퓰레이터의 가동은 인간의 손과 거의 같은 움직임이 가능하며, 빔 라이플이나 빔 사벨 등의 무장을 컨트롤한다.
숄더 가드 안쪽에는 자세 제어에 이용하는 숄더 스러스터를 갖추고 있고, 이것을 통해 섬세한 컨트롤을 행하여 대기권 내외에서의 운동성을 향상시키고 있다.
팔의 측면에는 커버를 분리하면 노출되는 하드 포인트를 갖추고 있다. 팔꿈치 부분에는 암 가드를 가지고 있으며, 이 중 하나를 마운트 래치로 하여 실드를 장착할 수 있다.
출격시에는 오른팔로 "MA-M20 루프스 빔 라이플"을 휴대하고, 왼팔의 마운트 래치로 불리는 부위에 대 빔 실드를 장착한다.
다리
정강이 부분은 X100계열의 프레임과 마찬가지로 슬라이드 장갑에 의해 관절부의 방탄 성능을 향상시키고, 발목의 가동 부위에는 앵클 가드를 갖추어 방탄 대책으로 삼고 있다.
발바닥은 탈취한 G 병기와 비슷한 형상이며, 내장된 소형 스러스터로 비행 중의 자세 제어 등을 실시한다. 종아리 뒷부분에 장착된 레그 부스터에는 출력을 최대한 이용하기 위한 커버가 달려있다.

### 무장
프리덤 건담과 저스티스 건담용으로 제출된 시안에는 전자기 레일건이나 빔 병기 등의 무장 기기와 페이즈 시프트 장갑과의 병용에 대해 일찍부터 의문점이 있었다. 따라서 개발진들은 본체의 성능 향상을 최우선으로 하여 개발을 진행하면서, 무장 장비의 개발은 본체 개발과 다른 국에 의해 진행되고 있었다. 이러한 상황 속에서 "YFX-600R 화기 운용 시험형 게이츠 改"를 이용하여 무장 장비를 시험 운용했지만, 그 결과가 만족스럽지 않았으며, 결국 핵엔진을 탑재하는 쪽으로 진행되었다.
프리덤 건담은 사격전용 무장을 메인으로 하여 사거리와 특성이 서로 다른 다양하고 강력한 무장들을 기체의 각 부분에 갖추고 있어서, 이들을 상황에 따라 구분하여 사용함으로써 근거리부터 중거리에서의 대 모빌 슈트 전투를 비롯한 모든 전황에 대응하는 것이 가능해졌다. 이러한 무장들은 기존의 자프트제 모빌 슈트들의 공격력을 크게 넘어서는 것으로 대 모빌 슈트 전투에서 타의 추총을 불허하는 강력함을 자랑하게 되었다.
MMI-GAU2 피쿠스 76mm 근접 방어 기관포×2
프리덤 건담의 머리에 장착된 기관포이다. 접근하는 적군의 모빌 슈트의 분산 등에 효과를 발휘하거나, 대공 방어 및 견제용으로 사용한다. 개발은 마이우스 밀리터리 인더스트리사가 담당했다. "피쿠스"라는 이름에 걸맞게 속사가 가능하며, G 병기에 장착된 "75mm 대공 자동 발칸 포탑 시스템 〈이겔슈테른〉"보다 대구경으로 위력이 강하고, 전투기와 전투 헬기의 격추도 가능하고 전투에 충분히 사용할 수 있는 파괴력을 지니고 있다.
MA-M20 루프스 빔 라이플
프리덤 건담이 휴대하는 빔 라이플로 취급이 용이하고 연사 성능이 우수하다. 개발은 마티우스 아세나리사가 담당했으며, GAT-X 시리즈에 장비된 빔 라이플을 상회하는 위력을 자랑한다. 또한, 중거리 전투용 병기이며 고출력 빔을 발사한다고 하는 자료, 핵엔진으로부터 전력 공급이 되는 한 계속해서 쏠 수 있는 휴대형 빔 라이플이라는 자료, 자프트제로는 가장 먼저 실용화된 빔 라이플이며 핵엔진으로부터의 전력 공급에 의해서 G 병기의 빔 라이플을 능가하는 출력을 가진다고 하는 자료를 볼 수 있다. 전후에 개발된 세컨드 스테이지 시리즈 모빌 슈트들의 원형이라 할 수 있으며, 그 위력은 최신의 것과 비교해도 손색이 없다.
스트라이크 건담의 빔 라이플을 참고했다고 생각되며, 그 모양이 비슷하다. 저스티스 건담의 빔 라이플과는 컬러링이 다르지만 같은 형태이다. 게이츠 改와 동시에 완성된 무장으로, 페이즈 시프트 장갑(PS 장갑)과 병용한 시험 운용에서는 예비 배터리를 사용해도 기체의 가동 시간이 10분을 밑돌 정도로 전력 소비량이 심한 무장이었다. 이러한 결과로 한 때 성능을 낮추거나 채택을 보류하는 것이 검토되었지만, 그 직후에 결정된 핵엔진의 탑재로 원래 계획한 대로의 성능을 가진 무장으로 채택되었다.
MA-M01 라케르타 빔 사벨×2
G 병기의 데이터를 바탕으로 개발된 라고우용 빔 사벨을 기반으로 하고 있다. 개발은 마티우스 아세나리사가 담당했으며, 바쿠, 라고우용 빔 사벨을 거쳐, 핵엔진을 통한 전력 공급으로 G 병기의 빔 사벨보다 훨씬 더 출력이 높은 장비가 되었다. 칼날의 길이가 긴 빔날을 형성한다.
2개의 빔 사벨의 손잡이를 연결하여 양쪽에서 빔 날을 방출하는 "앰비덱스트러스 할버드"라는 형태로 사용하는 것도 가능하며, 접근전에서 빔 사벨의 활용도를 다양화하고 있다.
모빌 슈트용 소형 빔 병기인 "빔 라이플" 및 "빔 사벨"의 개발이 지구연합에 뒤쳐져 있던 자프트의 기술자들에게 있어 탈취한 G 병기의 기술을 바탕으로 이러한 무장 장비를 실용화한다는 것은 코디네이터로서(그 이전에 기술자로서) 잊을 수 없는 굴욕이었다. 빔 사벨 두 자루를 연결시킴으로써 격투 능력을 증가시킨 것 외에도 핵엔진으로부터의 막강한 전력 공급에 의해서 지구연합군의 빔 사벨을 훨씬 능가하는 출력을 실현한 무장이며, 자프트 기술자들의 오명을 씻기 위해 개발된 무장이라고도 할 수 있다.
대 빔 실드 / 라미네이트 안티 빔 실드
프리덤 건담이 휴대하는 실드이다. 자료에 의하면 로라시아급 전투함 등의 장갑 소재를 전용해서 경량이면서도 초경도의 대 빔용 처리제를 적용한 실드라고 하는 자료 와 라미네이트 장갑 소재를 사용했다고 하는 자료가 존재한다. 빔 병기의 위력을 무효화할 수 없는 페이즈 시프트 장갑의 약점을 보완하기 위해 장착되었다. 그 방어력은 밀착된 상태에서 발사된 고출력의 빔 포의 직격을 거의 무효화해 버릴 정도이다. 상시 전개되는 페이즈 시프트 장갑에 더해, 이 실드의 존재로 인해서 프리덤 건담은 철벽의 방어력을 지니게 되었다.
실드는 상반신을 가릴 정도로 크고 옆에는 루프스 빔 라이플의 총구를 삽입하기 위한 건포트가 있다. 저스티스 건담이 장비하는 실드와 같은 모양이며, 컬러링만 다르다.
MMI-M15 크시피어스 레일포×2
듀얼 건담 어설트 슈라우드가 장비하는 "115mm 레일건 〈시바〉"를 발전, 강화시킨 접이 휴대식의 전자기 레일건이다. 또한, 가동식 스러스터 유닛으로도 사용된다. 전개시 포신의 길이가 원래 형태보다 더 길어지면서 보다 빠른 속도로 탄환을 발사할 수 있으며, 런처 스트라이크 건담의 화력에 필적하는 장비이다.
넓은 발사 각도를 가지고 있고, 휴대 탄수도 많기 때문에, 멀티 록온 시스템과 연계해 광범위한 표적에 대해 공격하는 것도 가능하다. 또한 속사 성능이 우수하다. 많은 전투에서 사이드 스커트의 고정 장비로 사용되는 무기이지만, 디자인에 있어서 총신이 측면으로 전개되는 그립도 준비되어 있다. 중거리에서 견제용 화기로도 사용할 수 있으며, 대 모빌 슈트 전투에서 다양한 전술을 펼칠 수 있다.
모빌 슈트용 소형 빔 병기의 실용화 목표가 서 있지 않은 시점에서 전자기 레일건은 그 파괴력과 연사력으로 인해 차기 주력 무장으로 주목되고 있었지만, 탈취한 G 병기로부터 취득한 빔 병기 기술에 의해 주력 자리를 빼앗기고 만다. 하지만 신형 모빌 슈트의 무장 장비 개발의 일부를 맡았던 마이우스 밀리터리 인더스트리사의 기술진들은 전자기 레일건의 유용성(빔 병기에 대해 높은 방어 능력을 가지는 "라미네이트 장갑"이 일반화된 전투에서 대함 공격용 무장으로서의 중요성과 연사력을 활용한 다수의 표적에 대한 동시 공격 능력이 뛰어나다는 점 등)을 강하게 주장하며 프리덤 건담에 "MMI-M15 크시피어스 레일포"의 탑재를 강행했다.
M100 발라에나 플라즈마 수속 빔 포×2
프리덤 건담이 가지고 있는 무장들 중 최대의 사거리와 파괴력을 가지고 있는 대구경, 고출력의 빔 포이다. 원거리 저격도 가능한 사거리를 가지고 있으며, 전함과 같은 수준이라고 알려진 그 파괴력은 캘러미티 건담의 "125mm 2연장 고 에너지 장사정 빔 포인 〈슐라크〉"를 상회하고, 1문의 위력은 런처 스트라이크 건담의 "320mm 초 고 임펄스 포 〈아그니〉"와 맞먹는다고 한다. 핵엔진으로부터 전력 공급이 되는 한 계속해서 발사가 가능하다.
핵엔진의 탑재 결정에 따라 추가가 가능해진 무장들 중에서 개발진이 가장 우선적으로 채택하려고 한 무장이다. 이 무장은 절대적인 위력이 입증되었지만, 2발의 발사로 게이츠 改가 정지될 정도로 과도한 전력 소비량이 문제가 되어 사실상 실패작으로 낙인이 찍혀 있던 무장이었다. 핵엔진 탑재를 통한 재발사 시험에서 다시 한 번 그 위력이 증명되었고, 탑재 허가가 내려졌다. 그러나 당시 모빌 슈트 설계국과 무장 기기 설계국이 서로 반목하고 있어서 모빌 슈트 본체의 설계국에서 "그 포신의 크기가 기체 전체의 균형을 깨는 원인이 아니냐"는 목소리가 나왔다. 양측의 대립에 즈음해 기계공학의 권위자이기도 한 유리 아말피는 "자세 제어용의 능동성 공력 탄성 날개에 끼워 넣는 형태로 포신을 유지시킨다"는 방안으로 중재를 실시하여 이 문제를 해결했다. 이로써 프리덤 건담은 모빌 슈트의 정점이라고도 할 수 있는 무장을 손에 넣게 되었다.

### 풀 버스트 모드
풀 버스트 모드는 등쪽에 장착된 2문의 "M100 발라에나 플라즈마 수속 빔 포"와 양쪽 허리에 위치한 "MMI-M15 크시피어스 레일포" 2문을 동시에 전개하고 오른손에 "MA-M20 루프스 빔 라이플"까지 총 5개의 포문을 통해 일제 사격을 하는 태세를 지칭한다. 최강이라고 할 수 있는 파괴력을 발휘하면서, 다수의 적을 동시에 정밀하게 저격하는 것이 가능한 멀티 록온 시스템의 능력을 최대한 활용하는 상태이다. 풀 버스트 모드의 제어는 보통의 코디네이터는 다루지 못할 정도의 복잡한 조작 능력을 필요로 하며, 파일럿의 기량에 따라 다수의 적기를 동시에 공격하는 것이 가능하다고 한다.

### 하이맷 모드 (고기동 공중전 모드)
등쪽에 장착된 좌우 5쌍의 능동성 공력 탄성 날개를 넓게 펴서 전개하고, 이를 실시간으로 작동시킴으로써 자세 제어를 하며 기동성과 선회성을 대폭 향상시키는 형태이다. 다른 모빌 슈트가 흉내낼 수 없는 움직임이 가능하고, 그 능력을 살려 공중에서 춤추듯이 싸우는 모습은 프리덤 건담의 진정한 전투 형태라고 할 수 있는 모습이다. 영어 표기인 "High M.A.T. mode"는 "High Maneuver Aerial Tactical Mode"의 약칭이다.
하이맷 모드의 형태로 고기동 전투를 벌이면서 전 포문 일제 사격을 하는 것을 "하이맷 풀 버스트 모드"라고 부르며, 이로 인해 발생하는 열량의 처리와 멀티 록온 시스템에 의한 저격과 연계한 자세 제어에 고기동 공중전 모드의 능력이 중요한 역할을 하고 있다. 특히 대기권 내에서 연속적으로 일제 발사를 할 때는 플라즈마가 확산되기 쉽고 중력을 고려한 탄도의 궤도 수정으로 인해 발생하는 열량이 증가하기 때문에 날개의 전개가 필수적이다. 키라 야마토의 능력이라면 풀 버스트 모드에서 10기 이상의 적기를 동시에 포착하는 것도 가능하다.

### 작품 내에서의 활약
| 기동전사 건담 SEED | 기동전사 건담 SEED |
| 화수 | 개요 |
| --- | --- |
| 제34화 | 자프트에 의한 "오퍼레이션 스핏브레이크"가 발동되고, 지구연합군 통합작전본부가 위치한 알래스카 기지 조슈아(JOSH-A)에 대한 대규모 기습 침공이 시작된다. 이 소식을 들은 주인공 키라 야마토는 무엇과 싸워야 하는지를 깨닫고 아크엔젤의 동료들을 구하기 위해 전쟁터로 돌아가려 한다. 이에 대해 라크스 클라인은 자프트가 개발한 신형 모빌 슈트인 프리덤 건담을 키라 야마토에게 넘겨준다. 플랜트에 반역하는 행위이지만, 그녀도 전쟁을 종결시키기 위해 행동을 시작한다. 격납고에 잠시 멈춰서서 모빌 슈트의 모습을 본 키라는 "건담...?"이라고 나직이 말한다. 키라를 전쟁터로 끌어들인 모빌 슈트인 스트라이크 건담도 "건담"이라면, 다시 전장에 나서기로 결의한 그의 앞에 나타난 프리덤 건담도 역시 "건담"이었다. "무엇과 싸우지 않으면 안되는 것인가?"라는 물음을 가지고 "자유(프리덤)"라는 이름을 가진 건담에 탑승한 키라는 다시 날아오른다. |
| 제35화 | 한 트릭스터의 음모인 줄도 모르고 서로 맞선 지구연합군과 자프트는 서로 학살의 참극을 벌이려 하고 있었다. 오퍼레이션 스핏브레이크의 공격 목표를 사전에 감지한 지구연합군은 유인한 적을 대량 살상 무기인 "사이클롭스"로 단번에 섬멸하는 것을 목표로 대체 가능한 모빌 슈트 이외의 전력이나 유라시아 연합군과 아크엔젤 등 일부 "말썽 꾸러기"들을 미끼로 남겨두고, 알래스카 기지를 포기할 생각이었다. 플랜트를 탈출해 지구로 향한 키라의 프리덤 건담은 전투가 진행 중이던 알래스카 상공으로 강하해 전투에 개입하고 위기에 직면한 아크엔젤을 구해낸다. 아크엔젤을 몰아붙이던 이자크 쥴이 탑승한 듀얼 건담을 압도하며, 듀얼 건담의 콕피트를 빔 사벨로 썰어버릴 수 있었지만, 콕피트 대신 양 다리를 절단하며 듀얼 건담도 알래스카 기지로부터 탈출할 기회를 주고 있다. 지구연합군의 작전에 대한 진상을 전해들은 키라는 양군에 알래스카 기지로부터 이탈할 것을 권고한 후, 지구연합군을 탈퇴한 아크엔젤을 방위하면서 알래스카를 탈출한다. 아크엔젤이 탈출한 직후에 사이클롭스가 발동하고, 지구연합군과 자프트를 둘 다 삼키며 섬광과 함께 알래스카 기지는 소멸하고 만다. 키라의 탈출 권고로 희생자는 약간 줄었지만, 대다수는 몰살되었다. 또한, 키라의 프리덤 건담은 아크엔젤의 브릿지를 공격하려던 진을 탈출 중에 구조했으나, 구조한 보람도 없이 진의 조종사는 구조 후에 숨지고 만다. |
| 제37화 | 아크엔젤은 오브 연합 수장국에 입항하고, 수리된 스트라이크 건담에 무우 라 프라가가 탑승해 키라의 프리덤 건담과 모의 전투를 벌인다. |
| 제38화 ~ 제40화 | 지구연합군은 "오브 해방 작전"을 발동하고, 키라의 프리덤 건담은 지구연합군의 모빌 슈트 부대와 교전을 하게 된다. 지구연합군의 신형 모빌 슈트인 포비든 건담, 레이더 건담, 캘러미티 건담은 프리덤 건담을 몰아붙이지만, 자프트 특무대 소속 아스란 자라의 저스티스 건담이 전투에 개입해 프리덤 건담을 지원한다. 프리덤 건담과 저스티스 건담은 서로 연계해 3기의 신형 모빌 슈트에 맞섰으며, 이러한 연계 공격으로 지구연합군의 공격에 효과적으로 대응할 수 있었다. 그 후, 3기의 신형 모빌 슈트의 파일럿들은 투여된 약물의 효과가 사라져서 후퇴하고, 지구연합군도 일시적으로 후퇴한다. 재차 오브에 대한 침공이 시작되고, 오브의 방어를 위해 키라의 프리덤 건담이 발진하고, 아스란의 저스티스 건담도 지키고 싶은 사람들을 위해 출격한다. 지구연합군의 3기의 신형 모빌 슈트도 지난번에 당한 굴욕을 씻으려는 듯 양측 건담들 간에 치열한 전투가 벌어지지만, 이번에도 신형 모빌 슈트들의 에너지가 바닥나는 바람에 지구연합군은 또 다시 후퇴해야만 했다. 지구연합군의 압도적인 물량 앞에 오브의 함락은 시간문제로 보였다. 오브 연합 수장국의 전(前) 대표 수장인 우즈미 나라 아스하는 아크엔젤과 오브의 젊은이들에게 희망을 걸고 우주로의 탈출을 촉구한다. 우주로 날아오르려고 하는 오브군의 우주 전함 쿠사나기에 올라탄 프리덤 건담은 저스티스 건담의 팔을 잡아 끌어당긴다. 프리덤 건담과 저스티스 건담은 연계 공격으로 추격해 오는 지구연합군의 3기의 신형 모빌 슈트들을 격퇴하고, 쿠사나기와 함께 우주로 날아 오른다. |
| 제42화 | 아스란 자라는 플랜트로 돌아가 아버지인 플랜트 최고평의회 의장인 패트릭 자라를 만난다. 라크스 클라인은 앤드류 발트펠트와 함께 신형 전함 "이터널"을 탈취하고, 항행 도중에 아스란이 탄 셔틀을 수용한다. 야킨 두에에서 이터널이 방위군의 요격을 받을 때, 때마침 나타난 프리덤 건담의 호위로 위기를 벗어난다. 이터널은 L4에 위치한 스페이스 콜로니 "멘델"에서 아크엔젤과 쿠사나기와 합류한다. |
| 제43화 ~ 제46화 | 이터널과의 합류로 3척의 전함은 지구연합군과 자프트 양쪽으로부터 쫓기는 신세가 되었다. 자프트 소속의 크루제 부대는 이터널 추격의 임무를 맡아 L4로 향하고, 지구연합군 소속의 우주전함 도미니온은 같은 우주 공역에서 아크엔젤과 교전한다. 아크엔젤은 도미니온과의 교전에서 고전하지만, 키라의 프리덤 건담과 아스란의 저스티스 건담의 연계 공격으로 전세는 역전되고 도미니온은 일시적으로 후퇴한다. 멘델 내부에서 자프트의 라우 르 크루제가 탑승한 신형 모빌 슈트 "게이츠"의 공격으로 무우 라 프라가의 스트라이크 건담이 일부 파손당한다. 그러나 프리덤 건담이 날아와 순식간에 게이츠를 격파해 버린다. 아크엔젤과 도미니온 간의 교전은 계속되었다. 콜로니 쪽에서는 자프트의 나스카 급 전함 3척이 접근하고, 그 기함인 베사리우스는 프레이 알스터가 탄 포트를 사출한다. 프레이는 포트 내부에서 구원을 호소하고, 프레이의 목소리를 들은 키라는 프리덤 건담으로 뒤쫓으려 하지만, 심리적 동요로 생긴 빈틈을 노린 적군 건담의 공격으로 프리덤 건담의 머리가 파괴되고, 추적하려는 것을 아스란이 제지하고 포트는 도미니온으로 회수된다. 이후 이터널과 쿠사나기의 연계 공격으로 베사리우스는 격침되고, 아크엔젤도 도미니온을 따돌리고, 이터널, 쿠사나기, 아크엔젤의 3척의 전함은 L4 공역으로부터의 탈출에 성공한다. |
| 제47화 ~ 제50화 | 지구연합군은 핵무기의 사용을 결정하고 플랜트 본국에 대한 총공격을 감행하는데, 플랜트로 향하는 핵미사일들을 미티어에 탑승한 프리덤 건담과 저스티스 건담이 격추해 버린다. 라크스는 지구연합군 함대에 핵공격을 중단할 것을 호소한다. 플랜트 최고평의회 의장인 패트릭 자라는 핵공격에 대한 보복으로 감마선(γ선) 레이저 포인 "제네시스"의 사용을 결단한다. 제네시스로부터 발사된 감마선 레이저는 다수의 지구연합군 함대를 섬멸함으로써 형세는 역전된다. 지구연합군은 기함인 워싱턴을 잃어 버리고, 잔존 함대는 도미니온을 중심으로 공역으로부터 간신히 이탈해 태세를 다시 갖춘 후 침공을 재차 개시하지만 제네시스의 두 번째 발사로 증원 함대의 절반과 월면 기지가 붕괴되어 버린다. 패트릭 자라가 제네시스의 세 번째 발사 준비를 서두르는 가운데 지구연합군은 여전히 플랜트에 대한 핵공격을 감행하지만, 프리덤 건담과 저스티스 건담의 활약으로 핵미사일은 도중에 모두 요격된다. 내추럴과 코디네이터 간의 증오는 사람으로서 넘지 말아야할 선을 넘게 하였고, 심판의 시간(저지먼트 데이)은 다가오고 있었다. 제네시스의 세 번째 발사의 조준은 지구를 향하고 있었고, 이것이 발사되면 지구 상의 생물의 절반이 사멸할 것으로 예상되었다. 키라는 이러한 증오를 만들어낸 라우 르 크루제를 용납하지 않았다. 제네시스를 파괴하러 가던 키라는 크루제의 기척을 감지하고, 아스란의 저스티스 건담을 제네시스로 향하도록 하고, 키라의 프리덤 건담은 크루제의 프로비던스 건담에게 싸움을 건다. 격렬한 전투 중에 프레이 알스터가 탄 도미니온의 구명정이 나타나고, 이를 보호하려는 키라의 프리덤 건담을 비웃기라도 하는 듯, 크루제의 프로비던스 건담은 구명정을 격추해 버리고 키라는 이에 절규한다. "신의 뜻(神意, 프로비던스)"이라는 이름을 가진 모빌 슈트를 탄 크루제는 비웃음과 함께 인류를 규탄한다. 항상 슬픔을 가슴 속에 담고 싸워온 키라는 그러한 규탄을 듣고도 여전히 슬픔을 느낄 수 밖에 없었다. 복제 인간인 크루제는 키라를 설득하지만, 키라는 이를 거절하고 크루제의 주장을 강하게 반박한다. 프리덤 건담은 드라군 시스템을 구사하는 프로비던스 건담의 공격에 손상을 당하지만, 마지막 돌격으로 프로비던스 건담의 콕피트에 빔 사벨을 꽂아 넣고 격파하며 인류라는 종을 멸망시키기 위해 제네시스를 지키려는 크루제의 야망을 꺾어버린다. 제네시스의 발사 궤도 상에서 제네시스의 반사 미러에서 조사된 감마선 레이저에 직격당한 프로비던스 건담은 그대로 폭파되며 소멸한다. 제네시스의 감마선 레이저에 직격되려는 찰나에 발사 궤도 선상을 벗어난 프리덤 건담은 이때의 감마선 레이저의 충격과 주변 핵폭발의 영향으로 인해 대파되고 키라는 프리던 건담의 잔해들과 함께 우주 공간을 표류한다. 저스티스 건담도 제네시스 내부에 도달해 내부에서 자폭하고 지구로의 감마선 레이저 발사는 저지되었다. 저스티스 건담의 자폭 스위치를 작동시킨 후 아스란은 카가리의 스트라이크 루즈를 같이 타고 제네시스를 탈출하고, 우주 공간을 표류하던 키라를 발견하며 《기동전사 건담 SEED》는 그 이야기의 막을 내린다. |
| 기동전사 건담 SEED DESTINY | |
| 제13화 | 오브에서 라크스 일행들과 전쟁 고아들을 돌보며 은둔 생활을 하고 있던 키라 야마토였지만, 거주지에 인접한 해안에 라크스 클라인 암살을 목적으로 한 코디네이터 특수부대가 상륙하면서 그러한 평온은 깨지게 되었다. 키라 일행이 피난한 셸터는 자프트의 최첨단 수륙양용형 모빌 슈트인 애시의 공격을 받게 되어 위기에 처하게 되고, 다시 전투에 뛰어들 각오를 다진 키라는 비밀리에 수리되어 있던 프리덤 건담을 기동시켜 라크스를 비롯한 소중한 사람들을 지키기 위해 출격한다. 키라가 앞선 대전에서 보여주었던 경이적인 전투 능력은 녹슬지 않았고, 애시 부대를 순시간에 무력화시킨다. 키라의 프리덤 건담은 이전과 마찬가지로 적기의 콕피트를 피해 무장만 파괴하고 전투를 마무리지었지만, 라크스 암살 부대는 증거를 남기지 않기 위해 스스로 자폭한다. 자폭하는 적기들을 바라보던 키라는 앞으로 다가올 전쟁을 예감하고 있었다. |
| 제14화 | 플랜트로 갈 수도 없고, 오브에 머무를 수도 없다는 것을 알게 된 키라 일행은 마음에도 없는 유우나와의 정략 결혼을 강요받는 카가리를 결혼식장에서 구해내고 비밀리에 수리된 전함 아크엔젤을 타고 오브를 탈출한다. 이것이 최선의 방책은 아니지만, 지금 실행할 수 있는 수단은 이것 밖에 없었다. 당시 오브 연합 수장국에서는 5대 수장 중 하나인 세이란 가문에 의해 대서양 연방(지구연합)과의 동맹 체결이 추진되고 있었다. 그러나 대표 수장인 카가리 유라 아스하에게는 자신의 아버지이자 전 대표 수장인 고(故) 우즈미 나라 아스하의 "중립주의"와 정면으로 맞선 정책이었고, 이로 인해 세이란 가문과 카가리 사이에는 결정적인 골이 생기게 되었다. 세이란 가문의 당주이자 오브 정부의 수상인 우나토 에마 세이란은 양측의 협력관계가 깨질 것에 대비해 자신의 아들 유우나 로마 세이란을 카가리와 정략 결혼시킴으로써 대표 수장인 카가리를 세이란 가문의 완전한 통제 하에 둘 계획을 밀어붙인다. "오브를 위해서다"는 말에 따라 정략 결혼에 응하는 카가리였지만, 처음에는 이 결혼을 계속 거부했었다. 카가리의 마음을 헤아린 키라는 행동에 나선다. 결혼식 당일에 주례가 신랑 신부에게 맹세를 다짐하는 순간에 프리덤 건담이 식장에 난입해 카가리를 데리고 떠나버린다. 오브군의 토다카 대령은 군기에 얽매이지 않는 키라라면 전쟁으로 치닫는 세계를 변화시키고 카가리를 지켜줄 것이라 믿고, 카가리 탈환 명령을 무시한다. 토다카 대령을 비롯한 오브군의 장교들은 떠나는 아크엔젤을 경례로 배웅한다. |
| 제22화 ~ 제23화 | 지구연합군은 자프트 소속의 전함 미네르바를 공격하기 위해 오브 연합 수장국에 원군을 파견한다. 오브군 함대와 지구연합군의 팬텀 페인으로 구성된 합동함대는 다르다넬스 해협에서 미네르바와의 전투에 돌입한다. 미네르바는 선두로 나서는 오브군 함대를 양전자포 "탄호이저"로 공격하려 하지만, 갑자기 나타난 프리덤 건담에 의해 발사 직전의 탄호이저는 파괴되고 만다. 프리덤 건담과 함께 모습을 드러낸 아크엔젤에서 카가리가 탑승한 스트라이크 루즈가 발진하고 "전투를 중단하고 철군하라"는 카가리의 목소리가 해협에 울려 퍼진다. 그 모습을 보고 전장에 있던 자들은 모두 움직임을 멈추지만, 이제 지구연합군에게 있어 그녀들은 국가를 위태롭게 하는 존재라 생각하는 유우나 로마 세이란은 카가리를 가짜라고 단정해 버리고, 스트라이크 루즈와 아크엔젤을 격추할 것을 명령한다. 토다카 대령은 "부탁한다, 프리덤"이라고 속으로 되뇌이며 스트라이크 루즈를 향해 미사일 발사를 명령하지만, 발사된 미사일은 프리덤 건담이 전탄을 격추시켜 버린다. 이를 계기로 중단되었던 전투가 재개되고 3파전이 시작돼 전투를 막으려는 아크엔젤의 바람은 헛되게 되고, 전투의 양상은 혼미해진다. 다른 모빌 슈트들을 압도하는 힘을 가진 키라의 프리덤 건담은 신기라고 밖에 할 수 없는 불살(不殺)의 싸움으로 임펄스 건담, 어비스 건담, 가이아 건담, 구프 이그나이티드를 비롯한 전투 영역에 있는 모빌 슈트들의 전투 능력을 불능으로 만들어 버린다. 격전 끝에 지구연합군과 미네르바 양측은 적지 않은 피해를 입은채 전투가 종결되고, 지구연합군이 철군 신호를 올리자 키라의 프리덤 건담과 아크엔젤은 전장을 떠난다. |
| 제26화 | 진실을 파헤치기 위해 우주로 돌아가게 된 라크스 클라인과 앤드류 발트펠트는 "미아 일행"으로 행세하며 셔틀을 빼앗으려 한다. 작전은 일단 성공한 듯 보였으나 직후에 미아 일행이 나타나자 자프트는 모빌 슈트 부대를 발진시킨다. 개빈 부대, 라이얼 부대, 매클린 부대로 편성된 공중전용 모빌 슈트 "바비"의 대군과 아리스테어 부대의 포격전용 모빌 슈트 "가주트"의 부대로 구성된, 과잉이라고 할 수 있는 전력의 공격에 노출된 셔틀이었지만, 프리덤 건담이 호위하러 날아간다. 불살(不殺)의 싸움을 관철시키려는 키라의 프리덤 건담은 셔틀을 습격하는 공격을 막은 뒤 파일럿의 목숨을 빼앗지 않는 선에서 모빌 슈트들을 파괴하고, 추격의 빌미를 주지 않기 위해 기지 시설을 레일포로 타격한다. 키라의 프리덤 건담은 물 흐르듯이 전투를 훌륭하게 마무리짓는다. 키라는 라크스와 함께 우주로 올라가려 하지만, 라크스는 키라가 아크엔젤에 남아있기를 당부한다. |
| 제28화 | 지구연합군과 오브군의 연합 함대는 지브롤터로 향하는 전함 미네르바를 공격하고, 키라의 프리덤 건담과 카가리의 스트라이크 루즈 및 아크엔젤이 재차 개입한다. 오브군의 공중전용 모빌 슈트인 무라사메가 미네르바의 브릿지에 다가가 빔 라이플을 쏘려는 순간 프리덤 건담이 원거리 저격으로 이를 막아내고, 스트라이크 루즈에 탄 카가리는 오브군에 전투 중지를 호소한다. 카가리의 스트라이크 루즈를 향해 미네르바 소속의 임펄스 건담은 미사일을 발사하고, 키라의 프리덤 건담은 이를 막아낸다. 프리덤 건담과 임펄스 건담 간의 공방이 시작되고, 이에 미네르바 소속이 된 아스란 자라의 세이버 건담이 개입한다. 아스란의 세이버 건담이 키라의 프리덤 건담을 막으려는 와중에 지구연합군의 카오스 건담이 공격해 오지만, 프리덤 건담은 카오스 건담을 격추해 버린다. 카가리의 고통을 이해하지 못하는 아스란에게 키라는 분노를 폭발시키며, "카가리는 지금 울고 있어!"라고 외치고는 프리덤 건담의 빔 사벨로 세이버 건담을 잘게 썰어버린다. 패색이 짙은 미네르바였지만, 임펄스 건담이 오브군의 기함인 타케미카즈치를 격침시킴으로써 치열했던 전투는 끝나게 되었다. 타케미카즈치 함내에서 토다카 대령은 전원 퇴함을 명령하고 카가리의 행위와 토다카 대령의 당부에 마음을 움직인 오브의 장병들은 아크엔젤에 합류해 행동을 같이하게 된다. |
| 제32화 | 유라시아 서부를 진압하기 위해 지구연합군의 디스트로이 건담은 압도적인 화력과 방어력으로 각지의 자프트 주둔 부대를 진압하고 있었다. 베를린을 파괴하는 디스트로이 건담의 살육을 멈추기 위해 키라의 프리덤 건담과 아크엔젤은 현장으로 출동한다. 키라의 프리덤 건담은 디스트로이 건담의 빔 포격을 빔 사벨의 참격으로 막아내는 신기를 보이고, 프리덤 건담이라는 강적을 앞에 두고 디스트로이 건담은 모빌 슈트 형태로 변형한다. 디스트로이 건담 및 윈덤과 카오스 건담의 포진 앞에 프리덤 건담도 고전하지만, 오브 병사의 무라사메와 카가리의 스트라이크 루즈가 출격하고, 카오스 건담은 무라사메 부대에 의해 격파된다. 지구연합군 소속의 네오 로아노크의 윈덤은 위협이 되는 프리덤 건담과 교전하고, 대장갑 관입탄으로 프리덤 건담의 대 빔 실드를 파괴하지만, 키라의 프리덤 건담은 네오의 윈덤을 격추시킨다. 격추시킬 때 키라는 네오에게서 그리운 무우의 기척을 느끼며(실제로 무우는 이전 대전 말기에 대서양 연방에 의해 치료 후 네오의 기억과 인격을 이식받았었다), 격추된 네오의 윈덤은 아크엔젤로 회수된다. 디스트로이 건담에 탑승한 스텔라 루셰는 기억을 조작당해 싸움만을 생각하는 병사로 변해 있었다. 스텔라를 구한 적이 있는 자프트 소속의 임펄스 건담의 파일럿인 신 아스카는 콕피트에 있는 스텔라에게 대화를 시도하면서 스텔라는 다시 사람의 마음을 되찾는 듯 보였지만, 스텔라에게 네오의 윈덤을 격추시킨 위협의 상징인 프리덤 건담의 모습이 시야에 들어오면서 스텔라는 다시 폭주하게 되고, 눈 앞에 있는 신 아스카의 임펄스 건담을 적으로 인식해 디스트로이 건담의 에너지 포로 불태우려 한다. 하지만, 프리덤 건담이 빔 사벨로 포구를 관통시키면서 디스트로이 건담은 대폭발을 일으키고 스텔라는 전사한다. |
| 제34화 ~ 제35화 | 엔젤 다운 작전이 발동되고, 자프트의 미네르바와 윌라드 부대가 아크엔젤을 토벌하고 위해 맹공을 퍼붓는다. 아크엔젤의 퇴로를 열려는 키라의 프리덤 건담에게 신 아스카의 임펄스 건담이 달려든다. 레이 자 바렐과 함께 프리덤 건담의 격파를 연구하고 있던 신 아스카는 키라의 프리덤 건담이 적의 콕피트를 노리지 않는 전투 방식에 자신들의 승기가 숨겨져 있다는 것을 깨닫게 된다. 불살(不殺)의 싸움을 고수하는 키라는 고전하게 되고, 지금까지의 프리덤 건담의 전투 방식을 분석한 신 아스카의 임펄스 건담은 프리덤 건담의 공격을 모조리 피해가며, 임펄스 건담의 머리를 파괴당해도 분리된 상체 파츠를 새로운 파츠로 교체해 전투를 속행하고, 대 빔 코팅이 된 모빌 실드와 분리 합체가 가능한 기체의 장점을 살린 공격으로 서서히 프리덤 건담에게 손상을 누적시켜 간다. 아크엔젤의 바다로의 탈출을 목표로 그 뒤를 쫓는 프리덤 건담이었지만, 일방적인 방어전에서 미네르바의 주포가 아크엔젤을 조준 발사하는데 키라가 열중할 때 그 한순간의 빈틈을 놓치지 않고 임펄스 건담이 돌격하여 엑스칼리버 레이저 대함도로 프리덤 건담의 복부를 관통시키며 프리덤 건담을 격추시킨다. 임펄스 건담의 돌격 직전에 키라가 프리덤 건담의 원자로 폐쇄 버튼을 눌러서 핵엔진 폭발이라는 최악의 사태는 면하게 되었지만, 프리덤 건담은 몸체의 일부분만 남기고 대파당한다. 그 후 마류 라미아스의 기지로 아크엔젤의 오른쪽 엔진을 퍼지하여 폭발시킴으로써 자프트가 아크엔젤을 격침시켰다고 믿도록 위장하여 미네르바의 추격을 뿌리치는데 성공하고, 카가리는 키라를 구출한다. |
| 기동전사 건담 SEED C.E.73 Δ ASTRAY | |
| 《기동전사 건담 SEED》의 공식 외전인 《기동전사 건담 SEED C.E.73 Δ ASTRAY》의 제3화 "프리덤"에서 카가리 유라 아스하의 결혼식장에 갑자기 프리덤 건담이 난입해 카라리를 데리고 떠나버린다. 본 작품의 주인공인 아그니스 브라헤가 탑승하는 모빌 슈트 "델타 아스트레이"로 카가리의 구출에 나서지만, 상대 모빌 슈트를 포착한 그 순간 델타 아스트레이의 머리를 향해 포격이 날아온다. 제4화에서 이 포격은 키라 야마토의 프리덤 건담에 의한 것이라고 밝혀진다. | |

### ZGMF-X10A 프리덤 건담 (오오카와라 컬러링 Ver.)
허리 좌우의 크시피어스 레일포 및 가슴 부분의 인데크/덕트와 목 주위 부분이 보라색과 회색으로 채색된 오오카와라 쿠니오 버전이라고 할 수 있는 색상의 프리덤 건담이다. 월간 하비 재팬에서 연재된 《기동전사 건담 SEED MSV》의 최종회에서 "베른 35A/MPFM"와 함께 게재되었다.

## 스트라이크 프리덤 건담
건담 시리즈에서는 TV 애니메이션 작품 《기동전사 건담 SEED DESTINY》에서 등장한다. 스트라이크 프리덤 건담의 디자인은 오오카와라 쿠니오가 담당했다.
《주간 더 텔레비전》 2005년 36호에 게재된 선라이즈 설정 제작부에 의한 탄생 비화에 의하면 프리덤 건담을 능가하는 모빌 슈트라는 것을 외관상으로 나타내기 위해 형태에 육중한 의장을 도입하고, 프레임을 금색으로 하며, 화력이 증강된 것을 나타내기 위해 빔 라이플 2개를 장비시켰다고 언급하고 있다.
또한, 타케쇼보에서 발간한 《PERFECT ARCHIVE 기동전사 건담 SEED DESTINY》에서 《기동전사 건담 SEED》 시리즈의 설정을 담당한 모리타 시게루의 인터뷰에 의하면, 스트라이크 프리덤 건담의 금색 프레임은 초기 아이디어 안에서 금색의 신형 프리덤 건담과 은색의 신형 저스티스 건담이란 아이디어의 잔재라고 한다. 덧붙여 치프 메카닉 작화 감독을 맡은 시게타 사토시는 〈메탈빌드 스트라이크 프리덤 건담〉 발매시 인터뷰에서 처음에 감독인 후쿠다 미츠오는 기체의 파워가 전개될 때 전신이 황금빛이 되는 연출을 상정하고 있었지만, 다른 로봇 작품과 아이디어가 비슷하게 되어버리기 때문에 후에 황금빛이 나는 관절로 설정되었다고 밝히고 있다.
또한, 《기동전사 건담 SEED DESTINY》에서 설정 제작에 참여한 반다이의 바바 토시아키는 인터뷰에서 빔 라이플을 연결하기 위한 총꼬리의 회전 기구를 고안한 취지를 밝히고 있다.
《기동전사 건담 SEED DESTINY》 작품에 등장하기 이전에 미디어에서 슈퍼 프리덤 건담으로 발표되었으나, 슈퍼프리 사건으로 인해 스트라이크 프리덤 건담으로 이름이 결정되었다. 《기동전사 건담 SEED DESTINY》 작품 내에서 "스트라이크 프리덤"이라는 풀네임이 호칭된 것은 제39화에서 첫 출격의 시퀀스 정도로 대부분은 세력을 불문하고 간단하게 "프리덤"이라고 불렀다.
설정 해설
ZGMF-X10A 프리덤 건담의 직접적인 후계기가 되는 기체이다. 압도적인 화력으로 적을 섬멸하는 운용 사상을 구현한 기체이다. 개발 자체는 프리덤 건담과 같은 시기에 자프트에서 시작되었으나(따라서 실질적으로는 쌍둥이 기체에 가까운 관계이다) 신규로 탑재될 드라군 시스템과 신형 고기동 스러스터의 개발이 예정보다 늦어져서 앞선 대전 시기에 맞추어 기체를 완성시킬 수 없었다. 자프트는 종전 후에 발효된 유니우스 조약에 위배되었던 스트라이크 프리덤 건담에 대해 이미 완성되고 있던 기체의 어셈블리 및 개발, 설계 데이터를 봉인하기로 했다. 그러나 터미널이 봉인돼 있던 스트라이크 프리덤 건담의 어셈블리와 데이터를 노획했다. 이때 자프트 통합 개발국 서버에 저장된 스트라이크 프리덤 건담과 관련된 데이터들은 삭제되었다.
"터미널"은 한층 더 깊은 혼란을 야기하는 자프트와 지구연합의 대립이 ZGMF-X10A 프리덤 건담을 가지고도 대항할 수 없는 최악의 상황에 빠졌을 때를 대비하여 소수 정예로 압도적인 다수의 적과 싸우는 것을 상정해, 자신들의 무기개발 제조 거점인 "팩토리"에서 스트라이크 프리덤 건담의 재개발을 진행했다. 재개발시 프리덤 건담의 운영 데이터를 토대로 키라 야마토의 탑승을 전제로 한 재설계가 이루어졌으며, 세컨드 스테이지 시리즈 등에 사용된 최신 기술들도 도입하였다. 세컨드 스테이지 시리즈의 기술이 도입되어 스트라이크 프리덤 건담은 ZGMF-X 시리즈이면서 세컨드 스테이지 시리즈의 방계라고도 할 수 있는 측면을 가진 하이브리드 모빌 슈트가 되었다. 대략 2년여의 시간을 들여 최신 기술을 사용한 재개발을 실시한 결과, 프리덤 건담의 몇 배를 상회하는 초고성능화를 이루어 C.E. 73년의 최신예기인 데스티니 건담이나 레전드 건담에 필적하는, 당대 최강 클래스의 스펙을 획득하게 되었다. 이로써 단독으로 적부대를 기동제압, 유격을 수행할 수 있는 근거리, 중거리 전투용 만능 모빌 슈트로 완성되었다. 하지만, 고성능화된 기체의 성능을 극한까지 충분히 이끌어낼 수 있는 파일럿이 탑승하는 것을 전제로 개발된 스트라이크 프리덤 건담은 키라 야마토 이외의 파일럿은 다루기 힘든 기체이다. 키라 야마토의 전용기이기에 이룰 수 있었던 초고성능화이며, 최강 클래스로 불리는 스펙을 획득할 수 있었던 것은 비범한 파일럿의 요구에 부응하기 위해 비범한 모빌 슈트를 만들어내려는 기술자들의 노력이 있었기 때문이다.
본 기체는 라크스 클라인에 의해, 키라가 원하지 않았지만 다시 전장으로 나설 때 새로운 검으로 활약하길 바라는 염원을 담아, 키라와 함께 전장을 누볐던 "GAT-X105 스트라이크 건담"과 "ZGMF-X10A 프리덤 건담"의 이름을 따서 "스트라이크 프리덤 건담"으로 명명되었다.
키라 야마토에게 주어진 스트라이크 프리덤 건담은 자프트와 지구연합 간의 전쟁을 끝낼 최후의 카드로 실전에 투입되어 경이적인 전과를 올림으로써 C.E. 73년 시점에서 명실상부한 사상 최강의 모빌 슈트로 평가받았다.

### 스트라이크 프리덤 건담의 기체 구조
머리
슈퍼 드라군과 증강된 화기의 정보 수요에 대응하기 위해 본체 머리의 복합 센서는 다층 멀티 어레이화되어, 정보 처리 능력이 강화되었다.
머리의 블레이드 안테나 기저부에는 이탈리아어로 숫자를 나타내는 문자("20"을 의미하는 "venti")가 표기되어 있으며, 《기동전사 건담 SEED DESTINY》의 제3기 오프닝에서 스트라이크 프리덤 건담의 블레이드 안테나 기저부에는 "Liberta Modifica (자유 개변)"이라고 표기되어 있다.
장갑
외부 장갑은 배리어블 페이즈 시프트 장갑(VPS 장갑)을 채택하여 뛰어난 방어력을 가지고 있다. 한편, 각 부분은 외부 장갑이 내부 골격의 움직임에 연동되어 가변 이동되는 구조로 되어 있다. 내부 골격의 움직임에 연동시킨 외부 장갑의 가변 이동 기체구조는 보다 인체에 가까운 가동성과 높은 기동성을 실현시키기 위한 기체구조이다. 그러나 동시에 장갑 사이에 틈이 생겨서 방어력의 저하를 초래하게 되는 기체구조이기도 하다. 양자 컴퓨터에 의한 전투 시뮬레이션에서는 피탄율이 0이 되지는 않았지만, 기술자들은 장갑에 약간의 틈새에 의한 방어력의 저하라는 불리한 점보다는 운동성의 향상이라고 하는 유리한 점이 더 크다고 판단하였고, 또한 개발을 맡은 기술자들의 키라에 대한 절대적인 신뢰가 슬라이드 장갑 구조를 도입하게 만들었다. 그러한 판단은 옳았고, 실전에서 키라의 조종 기술은 시뮬레이션의 데이터를 능가하여 전장에서 한 번도 피탄당하지 않았고, 방어력의 저하는 문제가 되지 않았다. 오히려 슬라이드 장갑 구조가 도입되지 않았을 경우, 키라의 반사 속도를 기체가 따라갈 수 없었을 것이라는 사실이 판명되었다. 또한, 슬라이드 장갑 구조는 기체 내부에서 발생하는 빛의 배출에도 기여한다. 슬라이드 장갑 구조 시스템은 스트라이크 프리덤 건담의 성공으로 인해 데이터가 풍부해졌기 때문에 같은 시스템을 도입한 에이스 파일럿 전용기들도 만들어지기 시작했다.
프레임
스트라이크 프리덤 건담의 내부 골격 소재는 페이즈 시프트 장갑(PS 장갑) 소재로 만들어져서, 방어력이 우수하다. 활성 상태에서는 금색으로 페이즈 시프트하여 인체와 같은 유연성과 구동성을 갖게 한다. 또한, 키라의 탁월한 기량으로 인한 높은 반사 속도는 설계 한계치까지 기체에 부하를 걸리게 하기 때문에, 고기동을 기체가 견딜 수 있도록 각 부분에 배분된 파워가 관절부의 페이즈 시프트 장갑에서 빛으로 누출되어 발광현상을 일으킨다.
콕피트
프리덤 건담의 후계기이기 때문에 콕피트와 OS는 프리덤 건담과 같은 계열이다. 콕피트에는 멀티 록온 시스템을 설치하여 다양한 화기의 운용을 가능하게 하고 있다. 반면, 조종에는 육체적, 정신적 부담이 따르며, 이러한 콕피트 시스템의 성능을 제대로 발휘하기 위해서는 키라 야마토나 아스란 자라와 같은 코디네이터 중에서도 톱 클래스의 인재가 필요하다.
동력
하이퍼 듀트리온 엔진을 채택하고 있으며, 각종 병장기나 시스템을 작동시키기 위한 방대한 전력을 반영구적으로 공급할 수 있다.

#### 무장
MMI-GAU27D 31mm 근접 방어 기관포
머리에 있는 근접 방어 기관포이다. 기체 구조의 내부에 큰 공간을 필요로 한다는 이유로 배제하는 방안도 나왔지만, 실탄 병기에 대한 신뢰성으로 인해 최종적으로 장착이 결정되었다. 실전에서의 사용은 확인되지 않았다.
MA-M21KF 고 에너지 빔 라이플
프리덤 건담에 장비된 MA-M20 루프스 빔 라이플의 개량 모델이다. 양손에 총 2정을 휴대하고 두 개의 빔 라이플을 앞뒤로 연결함으로써 보다 긴 사정거리 및 고출력으로 사용할 수 있다. 다수의 적기에 대한 공격뿐만 아니라 원거리, 근거리전 등 모든 상황에 대응할 수 있는 장비로, 잘 다루려면 적절한 상황 판단 능력이 필요하다. 사용하지 않을 시에는 양쪽 허리에 장착한다.
MA-M02G 슈페르 라케르타 빔 사벨
"MA-M01 라케르타 빔 사벨"의 개량 모델이다. 자프트의 세컨드 스테이지 각 기체에 채택된 바쥬라 계열의 빔 사벨에 대항하기 위해 강화되었다. MA-M01 라케르타 빔 사벨과 마찬가지로 두 개의 빔 사벨 손잡이를 연결한 "앰비덱스트러스 할버드 모드"로도 사용이 가능하나 키라가 이도류의 고속 전투를 선호했기 때문에 쓰이지는 않았다. "슈페르"는 프랑스어이며, "슈퍼"를 의미한다.
MX2200 빔 실드
양팔에 장비된 빔 실드 발생 장치이다. 하이페리온 건담에 탑재되어 있던 모노페이즈 광파 방어 실드에 새로운 개량이 더해져서 완성되었다. 기존의 실체식 실드에 비해 방어 기능이 훨씬 향상되었으며, 전체 중량의 감소에도 기여하고 있다.
MGX-2235 칼리두스 복상 빔 포
복부에 내장된 고출력의 빔 포이다. ZGMF-X31S 어비스 건담의 것과 같은 형태의 장비이지만, 하이퍼 듀트리온 엔진으로부터의 에너지 공급에 의해 위력과 연사력이 향상되었다. 고정 장비로 기체의 정면으로만 쏠 수 있지만, 스트라이크 프리덤 건담이 탑재하는 무장 중에서도 특히 높은 위력을 지니고 있으며, 또한 특별한 자세를 취하지 않아도 바로 쏠 수가 있어서 난전시에 사용하기가 편리하다. 포구는 프레임과 같은 금색으로 페이즈 시프트 한다. 콕피트 바로 아래에 칼리두스 복상 빔 포가 탑재됨에 따라 콕피트 사이를 차폐하는 초정밀 경면벽과 에너지 방벽이 구비되어 있어 예기치 못한 사태로부터 파일럿을 보호하고 있다.
MMI-M15E 크시피어스 3 레일포
프리덤 건담의 "MMI-M15 크시피어스 레일포"를 발전시킨 것으로 양쪽 허리의 전자기 레일포 겸 AMBAC 유닛이다. 포의 격납 형태는 기존의 3단 접이식에서 2단 접이식으로 소형화되었지만, 포의 위력은 오히려 향상되었다. 또한, "MMI-M15 크시피어스 레일포"와 마찬가지로 빔 사벨 락 및 스러스터 유닛으로서의 기능도 가지고 있다. 빔 라이플을 양 허리에 마운트 할 때는 레일포가 뒷쪽으로 이동하기 때문에 사용할 수 없다.
EQFU-3X 슈퍼 드라군 기동병장 윙
등쪽에 장비된 부아튀르 뤼미에르 시스템 겸 무장 플랫폼의 기능을 가지고 있는 가변식 기동병장 윙이다. 무장 플랫폼으로 슈퍼 드라군이라는 병장을 마운트하고 있기 때문에 "슈퍼 드라군 기동병장 윙"이라고 불린다. 고출력의 병장을 다수 탑재하고 있기 때문에 고품질의 대용량 파워 컨시트를 내장한 강도가 높은 대형 마운트 암에 의해 본체와 접속되어 있다.
부아튀르 뤼미에르 시스템
스타게이저에 탑재된 행성간 항행용 추진 시스템의 발전형인 광 펄스 고추력 스러스터이다. 시스템의 섬세한 조작에는 뛰어난 판단력과 숙련이 요구되기 때문에, 키라 외에는 성능을 최대한으로 발휘하는 것이 어렵다. 스트라이크 프리덤 건담에 탑재된 타입은 무장 플랫폼으로부터 슈퍼 드라군을 퍼지하는 것으로, 드라군 퍼지시 스러스터를 최대한 활용하여 보다 경이적인 고속 전투가 가능하며 이때 스러스터의 노즐로부터 푸른 빛의 날개를 볼 수 있다. D.S.S.D.는 민간의 비군사조직이지만 자프트가 시스템의 기초 기술을 공유하고 있었기 때문에 탑재할 수 있었다. 부아튀르 뤼미에르는 원래 태양풍 뿐만 아니라 레이저나 하전 입자를 변환하여 광압에 의한 추력으로 변환할 수 있는 기술적 응용성을 가지고 있으며, 많은 전투용 모빌 슈트에서는 기체에 내장된 레이저 발진기를 이용하여 능동적인 추진을 한다.
스트라이크 프리덤 건담은 부아튀르 뤼미에르 시스템 외에 윙 부분에 붉은색의 "윙 스러스터"가 설치되어 있다.
슈퍼 드라군
무장 플랫폼에 총 8기가 장착된 드라군이다. 슈퍼 드라군은 2세대 드라군을 기반으로 해서 키라의 공간인식능력에 맟추어 개량을 더한 모델로 평가된다. 슈퍼 드라군은 이전의 프리덤 건담 이상의 동시 멀티 록온 능력과 변환이 자유로운 올 레인지 공격 능력을 지니고 있지만, 멀티 록온 시스템의 제어와 슈퍼 드라군을 유도하기 위해서는 방대한 양의 정보처리 능력을 파일럿에게 요구하기 때문에 성능을 최대한 발휘시키는 것은 키라가 아니면 불가능하다. 또한, 대기권 안에서는 드라군을 사용할 수 없다. 드라군 시스템은 "Disconnected Rapid Armament Group Overlook Operation Network SYSTEM(분리식 통합 제어 고속 기동병기 네트워크 시스템)"의 약자를 의미한다.
MA-80V 빔 돌격포
슈퍼 드라군에 내장된 빔 포이다. 방출되는 하전 입자를 빔 소드처럼 포구 전방에 고정하는 것으로 슈퍼 드라군을 격투 병장으로 사용하는 것도 가능하다. 카오스 건담과 가이아 건담에 탑재된 "MA-81R 빔 돌격포"와 같은 계열의 무장이다.
하이맷 모드
이전의 프리덤 건담부터 계속 채택되고 있는 형태이다. 기동병장 윙을 사방으로 전개하고 자세 제어를 실시해 기체가 높은 운동성을 가질 수 있게 한다. 다만, 이를 위해서는 슈퍼 드라군이 먼저 분리되어 있어야 한다.
풀 버스트 모드
이전의 프리덤 건담부터 계속 채택되고 있는 형태이다. 허리의 레일건과 빔 라이플, 슈퍼 드라군 등의 화기들을 앞으로 전개한 상태이다.

### 스트라이크 프리덤 건담의 작품 내에서의 활약
《기동전사 건담 SEED DESTINY》 제39화부터 등장한다. 자프트군 글래스고 부대의 공격을 받고 있던 이터널에 적재되어 있었으며, 이터널을 지키기 위해 카가리로부터 스트라이크 루즈를 빌려타고 전장으로 나선 키라 야마토에게 결국 넘겨진 스트라이크 프리덤 건담은 자쿠 워리어와 구프 이그나이티드 등 총 25기의 모빌 슈트(MS)들을 공격 개시 2분만에 전투 불능으로 만들어 버렸고, 나스카급 3척으로 구성된 함대도 전투 불능으로 만들어 버렸다.
오퍼레이션 퓨리에서는 라크스가 탑승한 인피니트 저스티스 건담의 손을 잡고 오브 해상으로 강하하였고, 신 아스카의 데스티니 건담에 의해 격추 직전까지 몰리고 있었던 카가리의 아카츠키를 구해내고, 데스티니 건담이 철수할 때까지 방어해냈다. 이어서 키라의 스트라이크 프리덤 건담은 레이 자 바렐의 레전드 건담과 보급을 마치고 재출격한 데스티니 건담의 협공을 받지만, 아스란 자라가 탑승한 인피니트 저스티스 건담의 가세로 위기를 벗어나고, 스트라이크 프리덤 건담은 레전드 건담과의 교전에 전념한다. 전투 중에 로드 지브릴이 우주로 도주해 버리는 바람에 전략 목표를 상실한 자프트가 철군하면서 오브 방어에 성공하게 된다.
그 후에 새롭게 조직된 오브군 제2우주함대의 소속기가 된 스트라이크 프리덤 건담은 대량살상무기인 레퀴엠을 파괴하기 위해(메사이어 공방전) 출격한다. 지구에 남은 카가리를 대신해 현장의 최고 지휘관이 된 키라 야마토 준장의 탑승기로 초반부터 다수의 적기를 상대로 분전하였고, 아스란 자라의 인피니트 저스티스 건담과 함께 미티어를 사용해 스테이션 원의 파괴에 성공한다. 그대로 다이달로스 주역으로 향해 전투가 점입가경에 이르자, 미티어를 퍼지해 우주요새 메사이어로부터 출격해 온 신 아스카의 데스티니 건담, 레이 자 바렐의 레전드 건담을 필두로 하는 자프트의 증원 모빌 슈트 부대 등과 교전한다. 이후에, 침공의 지연을 타개할 수 있도록 모함 이터널과 돔 트루퍼 부대를 남겨두고 전군 선행을 명령해 자프트군을 배반한 이자크 쥴 부대 등의 가세도 받으면서 메사이어 증원 부대와 교전한다. 그리고 레퀴엠으로 맹렬하게 전진하는 아스란 자라의 인피니트 저스티스 건담을 따라 신 아스카의 데스티니 건담이 이탈해 나가자, 신에게 아스란의 추격을 지시한 레이의 레전드 건담이 키라의 스트라이크 프리덤 건담을 가로막고 대결을 펼치는데, 과거에 라우 르 크루제의 프로비던스 건담과 이미지가 겹치는 레전드 건담과 대결에 돌입하지만, 결국 키라의 스트라이크 프리덤 건담이 풀 버스트 모드의 일제 사격으로 레전드 건담을 동체(바이탈 에리어)만 남기고 대파시켜 버린다. 그리고 다시 미티어를 사용하여 이터널과 함께 공격하여 메사이어를 완전히 파괴시킨다.
《기동전사 건담 SEED DESTINY FINAL PLUS 선택받은 미래》에 추가된 〈스페셜 에디션 완결편 자유의 대가〉에 이어지는 신규 에필로그에서 오브와 플랜트간의 종전 협의를 거쳐 플랜트 최고평의회에 초청된 라크스 클라인이 탑승한 이터널을 수행하는 모습이 영상에서 확인되는 스트라이크 프리덤 건담의 마지막 모습이다.

## 같이 보기
- 건담 시리즈의 병기 목록
- 기동전사 건담 SEED
- 기동전사 건담 SEED DESTINY
- 스트라이크 건담
- 저스티스 건담
- 프로비던스 건담

## 주해
1. ↑  번호는 진부터 시작되는 자프트제 모빌 슈트(MS)의 연번으로 되어 있다.[4]
2. 1 2 3 4  이 배크로님은 설정 상으로는 "모빌 슈트 병기 시스템의 명칭으로 "OS"라는 해석은 그 일부를 나타내는 것일 뿐이라고 되어 있다.[5]
3. ↑  오오카와라 쿠니오에 의한 설정 화고를 참조.
4. ↑  형식번호의 끝부분은 "eXperiment/Atomic"을 약칭한 것으로 "시제기/핵동력 탑재형"을 의미한다.[16]
5. 1 2  "제너레이터 출력"이나 "스러스터 추력"에 관한 기술을 "알 수 없음"이나 "계측 불능"이라고 하는 자료도 존재한다.
6. 1 2 3 4 5 6 7  "MMI-GAU2 피쿠스 76mm 근접 방어 기관포", "MA-M20 루프스 빔 라이플", "MA-M01 라케르타 빔 사벨", "라미네이트 안티 빔 실드", "MMI-M15 크시피어스 레일포", "M100 발라에나 플라즈마 수속 빔 포"라고 표기한 자료도 존재한다.
7. ↑  C.E. 70~71년의 지구연합군(내추럴)과 플랜트(코디네이터) 간의 대전기에 지구연합군 제8함대의 궤멸과 제2차 빅토리아 공방전의 성공으로 플랜트 최고 평의회 국방위원장인 패트릭 자라는 그 정치적 영향력을 늘려갔다.[26] C.E. 71년 1월 25일에 자프트는 지구연합군이 개발한 신형 모빌 슈트(MS) "G 병기(건담)"를 탈취하는데 성공했으며, 이 사건은 패트릭 자라에게 2가지 큰 영향을 미쳤다. 한 가지는 자프트가 개발에 뒤쳐져 있던 빔 무기와 페이즈 시프트 장갑 등의 군사기술의 입수이다. 다른 한 가지는 전쟁 급진파인 그가 주장하는 "내추럴을 얕볼 수 없고 용서하기 어렵다"는 주장을 뒷받침하는 물적 증거를 입수한 것이다.[27] 그리고 패트릭은 자신의 이상세계를 실현하기 위한 "커다란 힘"을 가진 모빌 슈트의 개발 명령을 자프트 통합 설계국에 내렸다.[26]
8. ↑  이러한 자프트의 핵기동 모빌 슈트의 개발에 있어서 선행적으로 노획한 기술을 투입한 기술시험기인 YMF-X000A 드레드노트 건담이 만들어지고, 이를 통해 실험된 기술은 후에 자프트의 핵기동 건담으로 이어지게 된다.[28]
9. ↑  다가올 내추럴과의 최종 결전을 예견한 패트릭 자라는 자프트의 명운을 건 신형 모빌 슈트인 "ZGMF-X09A", "ZGMF-X10A" 및 이 2기의 모빌 슈트들의 전용 암드 모듈인 "미티어"와 이에 대한 전용 운용함인 "이터널"의 개발을 단행하고 있었다.[29]
10. ↑  동시에 롤아웃된 ZGMF-X09A에는 "정의(저스티스)"라는 이름이 부여되었다.[26] 2기의 신형 모빌 슈트에 채용된 OS "Generation : Unsubdued Nuclear Drive / Assault Module Complex"를 줄여서 "건담"이라고 불리기도 했다.[30] 작품 내에서는 키라 야마토가 "건담"이라고 호칭했다. OS의 이니셜이 "GUNDAM"인 것은 개발에 종사한 스탭이 GAT-X 시리즈의 OS를 참고하여 장난스럽게 이름을 붙인 것이다.[31]
11. ↑  지구연합군이 G 병기라 불리는 모빌 슈트를 개발하면서, 전장의 구도는 모빌 슈트간의 싸움으로 바뀌었다는 자료도 보인다.[32]
12. ↑  자프트에서는 탈취한 각 기체의 기본 데이터 및 운용 데이터를 세세하게 기록 추출해, 가지고 있는 기술의 전부를 투입한 새로운 모빌 슈트를 만들려는 구상을 가지고 있었다.[22]
13. ↑  최고의 성능을 가지는 것을 목표로 개발이 이루어졌다고 하는 자료도 보인다.[33]
14. ↑  개전 초기에 국력에서 열세였던 자프트는 모빌 슈트라는 신병기의 힘으로 열세를 뒤집었던 기억이 있어서 저스티스 건담과 프리덤 건담에 대한 기대가 높았으며, 단독으로 전세를 뒤집는 것도 상정하고 있었다. 따라서 핵엔진을 탑재한 프리덤 건담과 저스티스 건담에는 생산성을 무시한 극단적인 오버 스펙이 주어졌다.[30]
15. ↑  자프트가 이전부터 개발하고 있던 기체에 탈취한 GAT-X 시리즈의 기술을 도입해 완성했다는 자료,[35] 스트라이크 건담을 베이스로 개발했다고 하는 자료도 볼 수 있다.[36] 한편 《기동전사 건담 SEED》 시리즈에서 설정 제작을 담당한 시모무라 케이지는 잡지 기사에서 자프트가 GAT-X 시리즈의 노획 이전부터 개발했던 고성능 시제기에 스트라이크 건담의 데이터를 반영하여 프리덤 건담이 개발되었다고 설명했다.[34]
16. ↑  다수의 적을 압도할 수 있다고 하는 자료도 보인다.[38]
17. ↑  프리덤 건담은 다수의 모빌 슈트를 상대하기 위해 개발되었지만, 이러한 멀티 록온 시스템의 사용에는 파일럿의 기술이 요구된다고 하는 자료도 볼 수 있다.[24]
18. ↑  프리덤 건담을 탈취한 것은 G 병기인 GAT-X105 스트라이크 건담의 파일럿이었던 키라 야마토이며, 플랜트 최고 평의회 전의장인 시겔 클라인의 딸 라크스 클라인의 인도에 의해 프리덤 건담을 입수했다.[43]
19. ↑  프리덤 건담이 성능을 충분히 발휘할 수 있었던 요인은 키라 야마토가 조종한 것이 큰 이유인데,[41] 키라가 탑승한 후 처음으로 최강의 모빌 슈트일 수도 있다고 한 자료도 볼 수 있다.[19]
20. ↑  전후의 혼란기에 자프트에서 프리덤 건담과 아크엔젤에 대한 자료는 상실한 것으로 여겨진다. 여기에는 아이린 카나바가 삼척동맹의 활약을 고려해, 추후에 군법회의를 통한 책임 추궁이 일어나지 않도록 조치한 것으로 알려져 있다.[45]
21. ↑  가슴에 기관포를 갖추고 있다는 자료도 존재한다.[48]
22. ↑  이러한 사실은 프리덤 건담과 저스티스 건담이 "자프트의 승리를 다짐하게 하는 최강의 모빌 슈트"이자 동시에 "핵무기로 인해 많은 동포들을 잃은 코디네이터에게는 금기시 해야할 존재"라는 것을 의미한다.[26]
23. ↑  프리덤 건담의 개발 시점에서 기존의 모빌 슈트는 배터리를 동력원으로 하고 있어서 시제 무장을 시험 운용한 결과, 다수의 강력한 화기를 동시에 사용할 경우 실전에 사용할 수 있을 정도의 가동 시간을 확보할 수 없는 것으로 판명되었다. 이를 해결하는 수단으로서 이미 핵엔진의 탑재라는 해결 수단이 존재하고 있었다.[27] "N 재머 캔슬러"는 C.E. 71년 초에 이미 완성되었으나,[26] N 재머 캔슬러의 핵심 개발자이자 전쟁 온건파인 플랜트 최고 평의회 의원인 유리 아말피는 신형 모빌 슈트의 개발 초기 핵 에너지의 부활에 난색을 표하고 있었지만, 그의 아들인 니콜 아말피가 전사하자 N 재머 캔슬러의 실용화를 결심하게 된다.[27] 이에 따라 신형 모빌 슈트에는 핵엔진 및 N 재머 캔슬러가 탑재되어 가동시간에 대한 문제가 해결되었다.[25]
24. ↑  N 재머 캔슬러와 핵엔진 탑재형 모빌 슈트(드레드노트 건담)의 개발 연구는 시겔 클라인 의장 재임시에 행해지고 있었지만, 군부의 독단으로 구현되기에 이르렀다.[53]
25. ↑  스트라이크 건담의 4배 이상의 파워를 발휘한다고 하는 자료도 볼 수 있다.[54]
26. ↑  《기동전사 건담 SEED》 작품 내에서 처음으로 프리덤 건담에 탑승한 키라 야마토는 "굉장해! 스트라이크의 4배 이상의 파워다!"라고 말했다. 그러나 관련 서적에서는 "스트라이크 건담과의 모의전에서는 그 정도까지 파워의 차이가 나는 것 같지는 않다. 또는 이 '파워'란 순간적인 출력을 의미하는 것일 수도 있다. 그러나 배터리의 4배 용량의 지속 시간으로는 너무 짧다"라고 기재되어 있다.[24] 그 외에도 "그 성능은 스트라이크 건담의 4배나 되는 수치"[55]라는 자료도 존재한다. 이에 대해 설정을 담당한 모리타 시게루는 "핵엔진 탑재기와 배터리기의 차이는 파워보다는 스테미너에 의한 차이에 의한 것이 크다"라는 견해를 나타냈다.[56]
27. ↑  "핵엔진을 사용하고, 행동 시간에 제한이 없다", "강력한 무기를 에너지 고갈의 우려없이 사용 가능", "핵엔진으로부터 에너지 공급이 계속되는 한, 빔 라이플을 계속 쓸 수 있다"라고 기술한 자료도 존재한다.[24]
28. ↑  "날개를 펼침으로써 공중을 비행할 수 있다"고 하는 자료도 존재한다.[54]
29. ↑  《기동전사 건담 SEED》 시리즈에서는 "대기권 내에서는 흡입된 공기를 모아서 배출하는 초전도 전자기 추진[58]"이 시사되고 있지만, 프리덤 건담은 대기권 밖에서의 추진 방식이 명확하게 기술되어 있지 않다. 다만, 소설판에서는 프리덤 건담이 플랜트에서 출격할 때 추진 가스를 분사하는 묘사가 존재한다.[31]
30. ↑  "컴퓨터 제어에 의해 형상과 각도를 변화시킨다", "남은 전력을 입자화해서 외부로 방출한다"라는 설정은 반다이 하비 사업부가 〈1/144 RG ZGMF-X10A 프리덤 건담〉을 개발하면서 과거의 설정을 재고증해서 만든 설정으로, 이 상품의 프리덤 건담의 날개에는 "포신에 가까운 날개의 일부가 전개된다"는 기능이 포함되어 있다.[46]
31. ↑  오오카와라 쿠니오의 설정 화고를 참조. 후속으로 어레인지된 디자인에서는 생략되는 경우도 많다.
32. ↑  〈1/100 MG 프리덤 건담〉 조립 설명서 내의 그림 참조.[50]
33. ↑  "피쿠스"는 라틴어로 "딱따구리"라는 뜻이다.
34. ↑  "이겔슈테른 75mm 근접 방어 기관포"라고 기술한 자료도 보인다.[36]
35. ↑  "루프스"는 라틴어로 "늑대"라는 뜻이다.
36. ↑  "라케르타"는 라틴어로 "도마뱀"이라는 뜻이다.
37. ↑  "크시피어스"는 라틴어로 "황새치"라는 뜻이다.
38. ↑  "장거리 포격용 레일건"이라고 기술한 자료도 보인다.[36]
39. ↑  중심 이동에 의해서 자세 제어를 실시한다고 하는 자료도 볼 수 있다.[39]
40. ↑  파괴력이 몇 배로 향상되었다는 자료도 보인다.[54]
41. ↑  크시피어스는 AMBAC(중심 이동)과 스러스터를 겸하는 다수의 적기를 동시에 공격하는 것도 가능하다는 자료도 보인다.[39]
42. ↑  단, 작품 내에서 이를 사용한 것은 《기동전사 건담 SEED》 제39화(리마스터 버전 제37화) 뿐이다.
43. ↑  "발라에나"는 라틴어로 "고래"라는 뜻이다.
44. ↑  "대형 고출력 바인더 빔 캐논"이라고 기술한 자료도 볼 수 있다.[36]
45. ↑  "모든 캐논을 전개한 형태"라고 기술한 자료도 볼 수 있다.[24]
46. ↑  고기동 공중전 모드를 사용하지 않는 풀 버스트 모드도 존재하지만, 애니메이션 《기동전사 건담 SEED》 리마스터 버전 제33화에서는 날개에서 스러스터 같은 것을 분사하는 묘사도 보였다.
47. ↑  프리덤 건담과 아크엔젤의 복구 작업에는 라크스 클라인과 모르겐레테사의 기술진들이 참여했다.[85] 또한 오브에서 복구된 프리덤 건담의 데이터는 팩토리에서 스트라이크 프리덤 건담의 개발에도 활용되었다.[86]
48. ↑  자료에 따라 이 전투에 대한 견해에는 차이가 있으며,[92] 불살(不殺)의 전투를 벌이는 키라가 궁지에 몰리는 상황에서도 불살의 싸움을 계속했다는 견해[93]와 싸움 도중에 키라는 임펄스 건담의 격추를 각오하고 콕피트를 겨냥한 공격을 계속했다는 견해[94]가 있다.
49. ↑  출판 자료에서는 임펄스 건담과 프리덤 건담의 전투가 끝난 직후 일어난 폭발은 미네르바가 쏜 탄호이저가 아크엔젤의 엔진 블록을 직격하여 발생한 것이라고 설명되어 있다.[92] 그러나 전투시에 프리덤 건담이 폭발했다고 설명하는 자료도 존재한다.[94]
50. ↑  기동시에 색상은 흰색, 검은색(진한 감색), 파란색을 기본으로 하고 있다.
51. ↑  《기동전사 건담 SEED DESTINY》 방송 당시의 건담 프라모델 키트 등에서 공개된 설정은 "ZGMF-X20A 스트라이크 프리덤 건담의 개발 경위에 대해서는 표면에 드라나 있지 않은 부분이 많다"라고 전제한 뒤 "ZGMF-X10A 프리덤 건담 및 세컨드 스테이지 시리즈의 데이터를 혼합해서 클라인파가 개발한 기체이다"라고 설명되어 있다.[86] 한편, 방송 종료 후에 발매된 MG 프라모델에서는 "자프트가 개발 종료 직전까지 제작하던 것을 클라인파가 탈취해서 튜닝했다"고 기술되어 있다.[110] 《기동전사 건담 SEED》 시리즈의 특수 설정 담당인 모리타 시게루는 "자프트의 창고에 봉인되어 있던 것을 클라인파가 가져가 키라 야마토의 전용기로 완성시켰다"고 발언했다.[112]
52. ↑  선라이즈 설정 제작부의 설명에 따르면, 스트라이크 프리덤 건담은 데스티니 건담과 우열을 가리기 어려운 대등한 성능을 가지고 있으며, 드라군 시스템을 비롯해 키라 야마토의 전용기로 조정이 되어 있어서 신 아스카가 탑승할 경우 성능을 제대로 발휘할 수 없다고 한다.[103]
53. ↑  《기동전사 건담 SEED DESTINY》 제39화에서 스트라이크 프리덤 건담의 첫 출격시 구프 이그나이티드 2기에게 슬레이어 윕으로 포박되지만, 슈퍼 드라군으로 이를 요격하는 장면도 볼 수 있다.
54. ↑  TV 애니메이션에서는 출격할 때 디액티브 모드일 때의 회색에서 금색으로 변색되는 묘사를 볼 수 있었다. 《기동전사 건담 SEED DESTINY》 방송 당시에 공식 사이트에서는 금색의 관절이라는 설명만 있으며, 이후의 설정은 후속 매체에 의해 추가된 것이다. 설정을 담당한 모리타 시게루는 인터뷰에서 관절부의 페이즈 시프트 장갑을 발광시키는 설정은 〈1/60 PG 스트라이크 프리덤 건담 라이트닝 에디션〉의 발매를 위해 제작된 것이라고 밝혔다.[101]
55. ↑  일부 자료에서는 스트라이크 프리덤 건담의 금색 관절을 "건담 아스트레이 골드 프레임"과 결부시켜 오브 기술의 도입을 암시한다는 내용도 존재하지만,[123] 설정 고증을 담당한 모리타 시게루는 이를 부정했다.[101]
56. ↑  애니메이션 《기동전사 건담 SEED DESTINY》 제38화에서 OS를 수정하는 키라가 "원자로 임계"라는 말을 하고 있다. "하이퍼 듀트리온"을 동력으로 하는 설정은 2006년 6월 2일에 발매된 가이드북의 Q&A에서 모리타 시게루가 "(데스티니 건담 등과 같은) 핵엔진과 듀트리온 빔 송전 시스템 간의 하이브리드인 "하이퍼 듀트리온입니다"라고 언급한 것이 최초이다.[101] 한편, 이외의 자료인 코즈믹 리전에서 "레이저 핵융합 엔진(Ultracompact Atomic Reactor)"[124]이라고 하는 기술도 존재한다. 상술한 Q&A에서 "N 스탬피더를 사용하면 모빌 슈트(MS)의 동력로도 폭주할지 모른다"는 취지가 화제가 됐을 때, 모리타 시게루는 "스트라이크 프리덤 건담이라든지, 위험하네요(웃음)"이라고 코멘트하고 있다.[101]
57. ↑  《기동전사 건담 SEED DESTINY》 리마스터 버전 제42화에서 대기권으로 들어온 스트라이크 프리덤 건담이 데스티니 건담과 교전에 들어갈 때, 순간적으로 날개에서 푸른 발광 현상을 일으키는 연출이 추가되어 있는데, 이것이 이러한 스러스터의 효과인지는 알 수 없다.
58. ↑  하지만, HG 스타게이저 시리즈 부속 가이드 리플릿 Vol.4 나 MG 프라모델의 발매시에 "스타게이저의 행성간 항행용 광 펄스 추진 시스템을 발전시킨 높은 추력의 스러스터에서 나오는 빛의 날개"라는 설정이 추가되었다.
59. ↑  이 명칭은 〈1/100 MG 스트라이크 프리덤 건담 엑스트라 피니쉬 Ver〉의 조립 설명서의 도해에 의한 것이다.[133]
60. ↑  서적에 따라서는 "뒷 날개 끝부분의 빔 포"를 슈퍼 드라군, 거기에 내장되는 빔 포를 빔 돌격포라고 기술하고 있다.[134]
61. ↑  사용자의 공간인식능력에 의존하지 않는 차세대 드라군 시스템이라는 자료[86][128] 특이한 공간인식능력을 필요로 하는 시스템이라는 자료[122] 자프트에 의해 개발되고 있던 파일럿의 공간인식능력에 의존하지 않는 차세대 드라군 시스템을 바탕으로 키라 야마토를 파일럿으로 상정해 클라인파에 의한 독자적인 개량이 이루어졌다고 하는 자료를 볼 수 있다.[129] 제2세대 드라군은 기계적인 동작 보조를 우선할 경우 제1세대 드라군보다 동작 성능이 떨어지는 측면이 존재한다는 자료도 볼 수 있다.[136]
62. ↑  관련 게임인 《기동전사 건담 건담 VS. 건담 NEXT》등에서는 "풀 버스트 모드"를 가리켜 "하이맷 풀 버스트"로 표기하고 있다.[138] 《슈퍼로봇대전》 시리즈에서는 대기권 내에서 드라군을 사용하지 않는 풀 버스트 모드를 "하이맷 풀 버스트", 우주에서 드라군을 사용한 풀 버스트 모드를 "드라군 풀 버스트"로 구별하고 있다. 《제3차 슈퍼로봇대전 Z》에서는 일제 사격이라고 지칭하고 있다.

## 참고 문헌
- 서적
  - 《기동전사 건담 SEED MS 백과사전》. 이치진샤. 2008년 7월 1일. ISBN 978-4-7580-1108-2.
  - 《기동전사 건담 SEED DESTINY MS 백과사전》. 이치진샤. 2008년 11월 25일. ISBN 978-4-7580-1126-6.
  - 《별책 애니메이션 미디어 기동전사 건담 SEED PERFECT PHASE FAN BOOK》. 가쿠주츠켄큐샤. 2003년 12월.
  - 《GAKKEN MOOK 기동전사 건담 SEED DESTINY PERFECT PHASE FAN BOOK》. 가쿠주츠켄큐샤. 2006년 12월. ISBN 4-05-604284-5.
  - 《기동전사 건담 SEED 코즈믹 이라 메카닉&월드》. 후타바샤. 2012년 11월. ISBN 978-4-575-46469-6.
  - 《하비 재팬 MOOK 기동전사 건담 SEED 모델 Vol.3 SEED MSV편》. 하비 재팬. 2004년 5월. ISBN 4-89425-336-4.
  - 《하비 재팬 MOOK 기동전사 건담 SEED 모델 Vol.4 붉은 화염편》. 하비 재팬. 2004년 10월. ISBN 4-89425-347-X.
  - 《기동전사 건담 SEED DESTINY 모델 Vol.1》. 하비 재팬. 2006년 3월. ISBN 4-89425-403-4.
  - 《KC 디럭스-1770 기동전사 건담 SEED OFFICIAL FILE 메카편 Vol.3》. 코단샤. 2003년 9월. ISBN 4-06-334770-2.
  - 《KC 디럭스-1808 기동전사 건담 SEED OFFICIAL FILE 메카편 Vol.4》. 코단샤. 2003년 11월. ISBN 4-06-334770-2.
  - 《KC 디럭스-1809 기동전사 건담 SEED OFFICIAL FILE 드라마편 Vol.2》. 코단샤. 2003년11월. ISBN 4-06-334809-1. 
  - 《Official File Magazine 기동전사 건담 SEED DESTINY OFFICIAL FILE 페이즈01》. 코단샤. 2005년 7월. ISBN 4-06-367155-0.
  - 《Official File Magazine 기동전사 건담 SEED DESTINY OFFICIAL FILE\ 페이즈02》. 코단샤. 2005년 11월. ISBN 4-06-367161-5.
  - 《Official File Magazine 기동전사 건담 SEED DESTINY OFFICIAL FILE 메카02》. 코단샤. 2005년 5월. ISBN 4-06-367153-4.
  - 《Official File Magazine 기동전사 건담 SEED DESTINY OFFICIAL FILE 메카03》. 코단샤. 2005년 9월. ISBN 4-06-367157-7.
  - 《Official File Magazine 기동전사 건담 SEED DESTINY OFFICIAL FILE 메카04》. 코단샤. 2005년 11월. ISBN 4-06-367159-3.
  - 《TV 매거진 디럭스135 결정판 기동전사 건담 SEED 초백과》. 코단샤. 2003년 7월. ISBN 4-06-304487-4.
  - 《TV 매거진 특별편집 엑스트라 기동전사 건담 SEED&SEED DESTINY MOBILE SUIT FILE》. 코단샤. 2005년 5월. ISBN 4-06-179152-4.
  - 《데이터 컬렉션18 기동전사 건담 SEED 하권》. 미디어 웍스. 2004년 10월. ISBN 4-8402-2867-1.
  - 시모무라 케이지(선라이즈) (2004년 8월). 《기동전사 건담 SEED RGB ILUSTRATIONS》. 카도카와 쇼텐. ISBN 4-04-853763-6.
  - 《기동전사 건담 SEED C.E.73 STARGAZER 컴플리트 가이드》. 미디어 웍스. 2006년 12월. ISBN 4-8402-3729-8.
  - 《공식 가이드북3 기동전사 건담 SEED DESTINY 맹세의 우주》. 카도카와 쇼텐. 2005년 12월. ISBN 4-04-853927-2.
  - 《건담의 상식 올 건담 대전집 21세기편》. 후타바샤. 2011년 5월. ISBN 978-4-575-30314-8.
  - 《건담의 상식 모빌 슈트 대백과 기동전사 건담 SEED 자프트편》. 후타바샤. 2012년 2월. ISBN 978-4-575-30393-3.
  - 《우리들이 좋아하는 건담 SEED DESTINY》. 타카라지마샤. 2007년 12월. ISBN 978-4-7966-6071-6.
  - 《건담 SEED&ASTRAY 모델링 매뉴얼 Vol.2》. 미디어 웍스. 2003년 11월. ISBN 4-8402-2530-3.
  - 《PERFECT ARCHIVE SERIES 5 기동전사 건담 SEED DESTINY》. 타케쇼보. 2006년 5월. ISBN 4-8124-2687-1.
- 무크
  - 《그레이트 메카닉 8》. 후타바샤. 2003년 3월. ISBN 4-575-46412-0.
  - 《그레이트 메카닉 9》. 후타바샤. 2003년 6월. ISBN 4-575-46414-7.
  - 《그레이트 메카닉 11》. 후타바샤. 2003년 12월. ISBN 4-575-46419-8.
- 잡지
  - 《전격 하비 매거진 2003년 4월호》. 미디어 웍스.
  - 《전격 하비 매거진 2004년 5월호》. 미디어 웍스.
  - 《전격 하비 매거진 2005년 6월호》. 미디어 웍스.
  - 《전격 하비 매거진 2005년 7월호》. 미디어 웍스.
  - 《전격 하비 매거진 2007년 2월호》. 미디어 웍스.
  - 《월간 하비 재팬 2011년 11월호》. 하비 재팬.
  - 《모델 그래픽스 2003년 8월호》. 대일본회화.
  - 《코믹커즈 2003년 가을호》. 비주츠슈반샤.
  - 《월간 뉴타입 2004년 4월호》. 카도카와 쇼텐.
  - 《월간 건담 에이스 2004년 10월호》. 카도카와 쇼텐.
    - 《기동전사 건담 SEED 저널 COLLECTED (월간 건담 에이스 2004년 10월호 부록)》. 카도카와 쇼텐.

  - 《월간 건담 에이스 2005년 6월호》. 카도카와 쇼텐.
  - 《월간 코믹 봉봉 2005년 8월호》. 코단샤.
  - 《주간 더 텔레비전 2005년 18호》. 카도카와 쇼텐. 2005년 4월 5일.
  - 《주간 더 텔레비전 2005년 36호》. 카도카와 쇼텐. 2005년 9월 9일.
- 분책 백과
  - 《주간 건담 팩트 파일 제99호》. 데아고스티니 재팬. 2006년 8월 26일.
  - 《주간 건담 팩트 파일 제104호》. 데아고스티니 재팬. 2009년 10월 17일.
  - 《주간 건담 팩트 파일 제149호》. 데아고스티니 재팬. 2009년 9월 4일.
  - 《주간 건담 퍼펙트 파일 제18호》. 데아고스티니 재팬. 2012년 2월 7일.
  - 《주간 건담 퍼펙트 파일 제56호》. 데아고스티니 재팬. 2012년 10월 30일.
  - 《주간 건담 퍼펙트 파일 제64호》. 데아고스티니 재팬. 2012년 12월 25일.
- 필름 코믹스
  - 《프리미엄 KC 기동전사 건담 SEED 스페셜 에디션III "명동의 우주"》. 코단샤. 2005년 1월. ISBN 4-04-429103-9.
- 소설
  - 고토 리우 (2003년 8월). 《기동전사 건담 SEED 3 평화의 나라》. 카도카와 쇼텐. ISBN 4-04-429103-9.
  - 고토 리우 (2003년 11월 1일). 《기동전사 건담 SEED 4 강림하는 검》. 카도카와 쇼텐. ISBN 4-04-429104-7.
  - 고토 리우 (2005년 7월). 《기동전사 건담 SEED DESTINY 2 방황하는 눈동자》. 카도카와 쇼텐. ISBN 4-04-429109-8.
  - 고토 리우 (2005년 11월 1일). 《기동전사 건담 SEED DESTINY 4 보여지는 세계》. 카도카와 쇼텐. ISBN 4-04-429111-X.
  - 치바 토모히로 (2006년 8월 15일). 《기동전사 건담 SEED DESTINY ASTRAY 하권, 인연을 찾는 자》. 미디어 웍스. ISBN 4-8402-3498-1.
  - 치바 토모히로 (2014년 6월). 《기동전사 건담 SEED DESTINY ASTRAY B 하권》. 카도카와 쇼텐. ISBN 978-4-04-866760-9.
- 건담 프라모델 키트
  - 《1/144 HG 프리덤 건담》. 반다이. 2003년 4월.
  - 《1/100 프리덤 건담》. 반다이. 2003년 7월.
  - 《1/60 프리덤 건담》. 반다이. 2003년 8월.
  - 《1/144 HG 프로비던스 건담》. 반다이. 2004년 3월.
  - 《1/144 HG 미티어 유닛+프리덤 건담》. 반다이. 2004년 5월.
  - 《1/100 MG 프리덤 건담》. 반다이. 2004년 7월.
  - 《1/144 HG 드레드노트 건담》. 반다이. 2004년 10월.
  - 《1/144 HG 컬렉션 시리즈 스트라이크 프리덤 건담》. 반다이. 2005년 6월.
  - 《1/144 HG 돔 트루퍼》. 반다이. 2005년 7월.
  - 《1/60 PG 스트라이크 루즈+스카이 그래스퍼》. 반다이. 2005년 8월.
  - 《1/100 스트라이크 프리덤 건담》. 반다이. 2005년 9월.
  - 《1/144 HG 스트라이크 프리덤 건담》. 반다이. 2005년 9월.
  - 《1/60 스트라이크 프리덤 건담 라이트닝 에디션》. 반다이. 2005년 11월.
  - 《1/100 MG 스트라이크 프리덤 건담》. 반다이. 2006년 12월.
  - 《1/100 MG 데스티니 건담》. 반다이. 2007년 10월.
  - 《1/100 MG 스트라이크 프리덤 건담 엑스트라 피니쉬 Ver.》. 반다이. 2008년 9월.
  - 《1/60 PG 스트라이크 프리덤 건담》. 반다이. 2010년 12월.
  - 《1/144 RG 프리덤 건담》. 반다이. 2011년 11월.
  - 《1/144 RG 스트라이크 프리덤 건담》. 반다이. 2013년 11월.
  - 《1/144 HGCE 프리덤 건담》. 반다이. 2015년 8월.
  - 《1/100 MG 프리덤 건담 Ver2.0》. 반다이. 2016년 4월.
  - 《1/144 HGCE 스트라이크 프리덤 건담》. 반다이. 2016년 11월.
- 액션 피규어
  - 《MOBILE SUIT IN ACTION!! 프리덤 건담》. 반다이. 2005년 1월.
  - 《MOBILE SUIT IN ACTION!! 스트라이크 프리덤 건담》. 반다이. 2005년 7월.
  - 《코즈믹 리전 #7003 스트라이크 프리덤 건담》. 반다이. 2005년 11월.
  - 《EXTENDED MOBILE SUIT IN ACTION!! 프리덤 건담》. 반다이. 2006년 4월.
  - 《로봇혼 스트라이크 프리덤 건담》. 반다이. 2010년 8월.
  - 《메탈빌드 스트라이크 프리덤 건담》. 반다이. 2015년 11월.
  - 《메탈 로봇혼 스트라이크 프리덤 건담》. 반다이. 2018년 3월.
  - 《메탈빌드 스트라이크 프리덤 건담 소울 블루 Ver.》. 반다이. 2018년 10월.
  - 《메탈빌드 프리덤 건담》. 반다이. 2012년 11월.
  - 《메탈빌드 프리덤 건담 컨셉2》. 반다이. 2020년 8월.
  - 《로봇혼 프리덤 건담》. 반다이. 2015년 8월.